# Mérens (cheval)
Vous lisez un « article de qualité » labellisé en 2010.
Pour les articles homonymes, voir Mérens.
Le cheval de Mérens, Mérens [meʁɛ̃s]  ou Ariégeois, parfois nommé Mérengais, est une race française de petits chevaux de selle et de trait léger, rustiques et à la robe noire. Il est originaire de la haute vallée de l'Ariège, dans les Pyrénées centrales, dans le sud de la France et le nord de l'Espagne, près d'Andorre.
D'origine très ancienne, il sert d'animal de travail aux paysans ariégeois dans la région de Foix des siècles durant. Il est mis en péril au milieu du XXe siècle par la motorisation des transports et de l'agriculture. Le Mérens est sauvé de la disparition par Lucien Lafont de Sentenac et des communautés d'inspiration hippie, avant l'engouement pour le poney et les loisirs équestres dans les années 1970 qui relance son élevage. Il constitue un exemple de sauvegarde d'une race locale menacée.
C'est un bon cheval d'équitation de loisir, d'attelage et de voltige, également utilisé pour l'entretien écologique des régions montagneuses grâce à son pied sûr et sa rusticité. Ces dernières années, deux types d'élevage tendent à se distinguer au sein de la race. L'un concerne le petit cheval massif et rustique traditionnellement élevé en semi-liberté dans les montagnes pyrénéennes, l'autre l'animal moderne et léger, également plus sportif, issu d'une sélection entamée dans les années 1980. Le Mérens a été exporté, entre autres, sur l'île de La Réunion, en Italie et aux Pays-Bas.

## Étymologie et terminologie

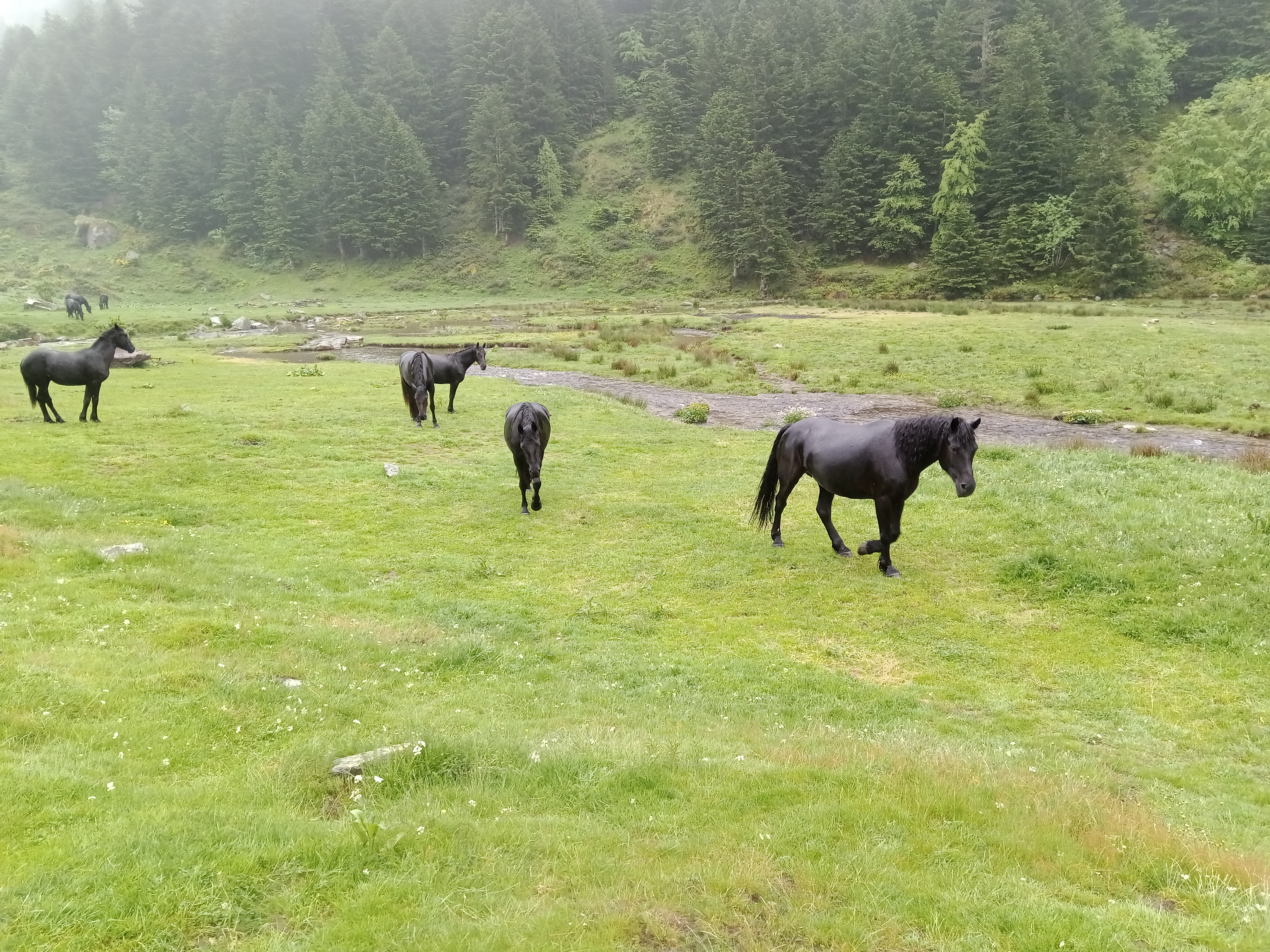
Chevaux de Mérens à L'Estagnol, sur la commune de Mérens-les-Vals.

Ce cheval doit son nom officiel (adopté en 1998 : cheval de Mérens) au village ariégeois de Mérens-les-Vals,,, sans que les raisons de l'officialisation de ce nom ne soient précisément connues : il pourrait s'agir de la tenue d'un marché aux chevaux à Mérens-les-Vals. Le nom « Mérens » est mentionné officiellement pour désigner ce cheval pour la première fois en 1866,. Un synonyme, notamment employé dans des encyclopédies en anglais, est « Ariégeois »,, qui semble avoir été utilisé anciennement, et provient de la rivière Ariège. Cependant, la notion de cheval ariégeois pose problème du fait qu'il existe une autre race de chevaux que le Mérens élevée en Ariège : le Castillonnais.
Par le passé, ce cheval a porté d'autres noms. Entre 1947 et 1971 ou 1975, le nom de « Trait ariégeois » pouvait être employé,, mais il fut abandonné pour favoriser le marché du tourisme et du loisir. Après 1971 et avant 1998, ce cheval est nommé « poney ariégeois »,, ou « poney Mérens »,.
L'emploi de « Mérens » peut être jugé incorrect pour désigner la race, Lætitia Bataille et Amélie Tsaag Valren lui préférant « Ariégeois », « cheval de Mérens » ou « mérengais ». Daniel Babo estime que la race est plutôt nommée « cheval ariégeois de Mérens ». Jean-Louis Savignol, éleveur traditionaliste, préfère le nom de « méringais » : « Un cheval de Mérens, ce n'est pas un Mérens, c'est un méringais. Tout le monde dit « le Mérens ». C'est comme si on disait : le parisien, c'est un Paris. Mérens, c'est un village et une vallée ».

## Histoire
L'histoire de la race de Mérens est intimement liée à celle de sa terre d'origine, les Pyrénées, comme en témoignent de nombreux mythes et légendes locaux à son sujet,.

### Origines

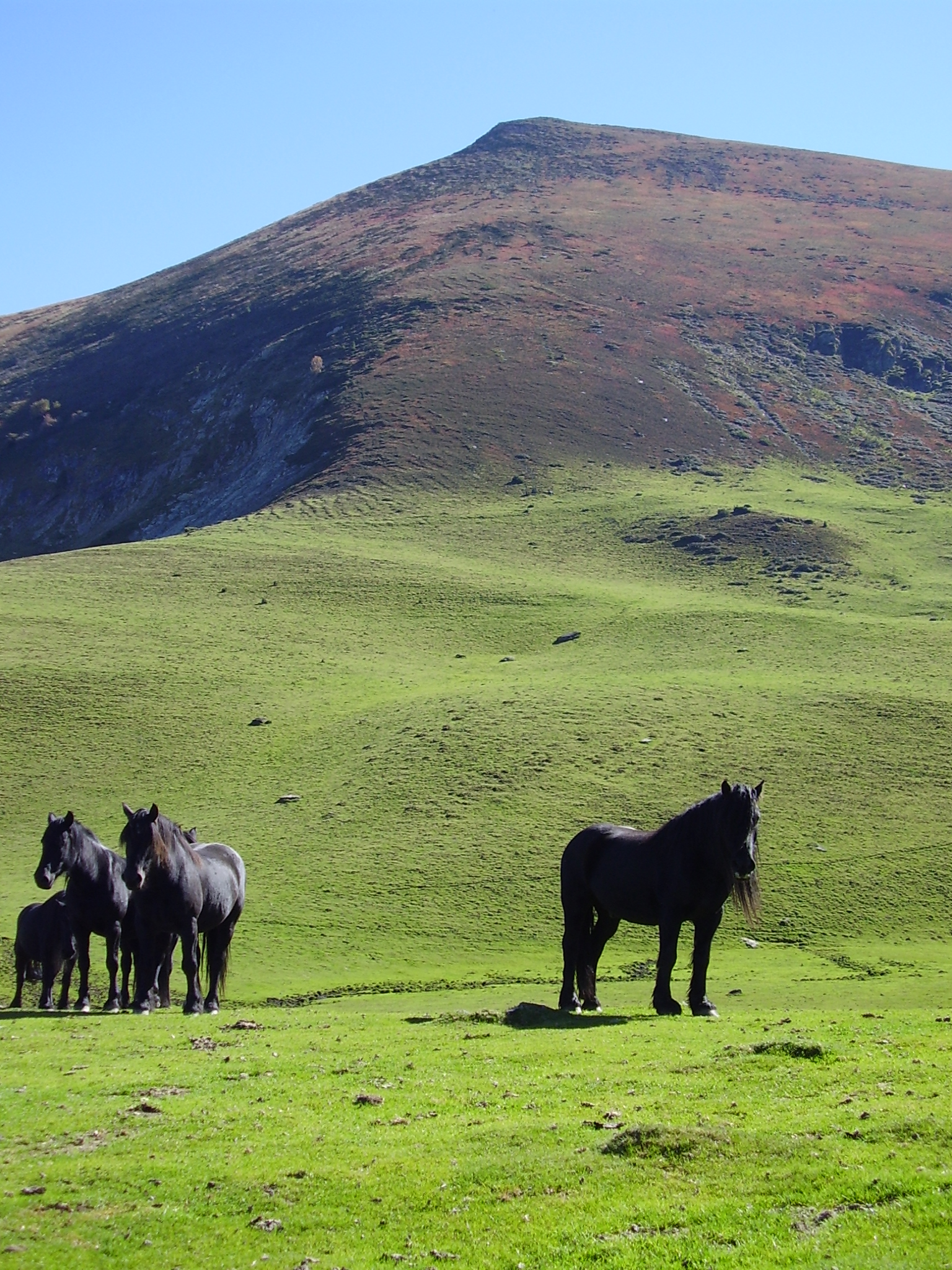
Chevaux de Mérens en liberté près du pic de la Calabasse.

L'origine de tous les chevaux domestiques du monde est établie dans la steppe pontique (d'après une vaste étude publiée dans Nature en 2021) environ 2 000 ans av. J.-C., ce qui rend la thèse d'une origine préhistorique du Mérens invalide. Jean-Louis Naudy souligne cependant qu'à partir de la fin des années 1980, de nombreuses hypothèses relatives à l'origine du cheval de Mérens ont été émises. Il provient de la haute vallée de l'Ariège, près de l'Andorre.

#### Hypothèses obsolètes d'une origine préhistorique
L'hypothèse obsolète du Dr vétérinaire Paul Prunet, dans sa thèse de 1956, évoque un « cheval aryen » issu de la deuxième migration américaine, vers 60 000 ans avant notre ère. Bonnie Lou Hendricks, de l'Université de l'Oklahoma, soutenait elle aussi une origine préhistorique (en 1995), expliquant l'homogénéité remarquable des Mérens actuels par un isolement de plusieurs millénaires.
D'après l'ouvrage grand public de Bernard et al., l'ancêtre direct du Mérens aurait gagné cette vallée pendant le quaternaire, il y a 15 000 ans. Sa ressemblance avec les chevaux magdaléniens peints et gravés sur les parois de la grotte de Niaux, il y a quelque 13 000 ans (voire 30 000 ans), est souvent évoquée,,,,. Ces gravures sont décrites comme représentant des têtes ou des corps d'animaux avec un pelage dense adapté aux climats froids, avec une « barbe » caractéristique sous les joues. Il est supposé que cet animal sauvage adapté au climat froid se déplace vers les montagnes pour échapper au réchauffement climatique qui accompagne la fin de la dernière période glaciaire.

#### Hypothèses toujours valides
Le Mérens présente des ressemblances génétiques avec l'Exmoor, une race de poneys primitifs des îles britanniques.
Le professeur titulaire en droit civil espagnol Jesús Ignacio Fernández Domingo rattache le Mérens au tronc des races de chevaux dites Cantabriques-pyrénéennes (cántabro-pirenaico), ce qui l'apparenterait au Garrano, à l'Asturcón, à la Jaca Navarra et au Pottok. De par ses caractéristiques physiques (crins ondulés, queue attachée bas) le Mérens semble d'origine ibérique. Il ressemble au Dole Gudbrandsdal norvégien, ainsi qu'au Fell et au Dales, qui sont britanniques, mais d'après Lætitia Bataille, contrairement à ce dernier, le Mérens n'a jamais été croisé avec le Frison. Ses liens possibles avec les poneys Fell et Dales, qui présentent d'étonnantes ressemblances, restent inconnus.
Une autre hypothèse évoquée en 1993 par Naudy, mais aussi en 1995 par Hendricks, s'appuie sur le profil concave ou rectiligne de ces chevaux, éloigné de celui des chevaux ibériques du sud (qui est convexe), pour postuler qu'ils descendent des montures de peuplades orientales, de type arabe. CAB International (CABI) décrit ainsi le Mérens comme un poney celtique local influencé par l'Arabe. Olivier Courthiade s'oppose à la thèse de l'origine arabe, affirmant qu'elle repose sur très peu d'indices, et que les preuves d'origine ibérique et barbe sont beaucoup plus nombreuses et convaincantes.

#### Influences sur le Mérens
La morphologie du Mérens résulte de l'adaptation au rude milieu montagnard où il vit. Grâce à l'isolement dans ces montagnes, il ne reçoit que peu d'influences extérieures, peut-être essentiellement avec des chevaux de bât lourds qui traversent les Pyrénées (à partir de l'époque romaine), et des chevaux orientaux. Sa morphologie évoque une lointaine parenté avec eux, ses allures relevées et la tête « hispanique » de certains animaux attestent aussi de croisements possibles avec de petits chevaux espagnols noirs, qui lui ressemblent beaucoup.
D'après Olivier Courthiade, le Mérens est de souche ibérique, puis a été croisé avec des chevaux Percheron, Breton, et quelques Arabes, Anglo-arabes, Trotteurs français, Frisons et Welsh Cob.

### Antiquité et Moyen Âge

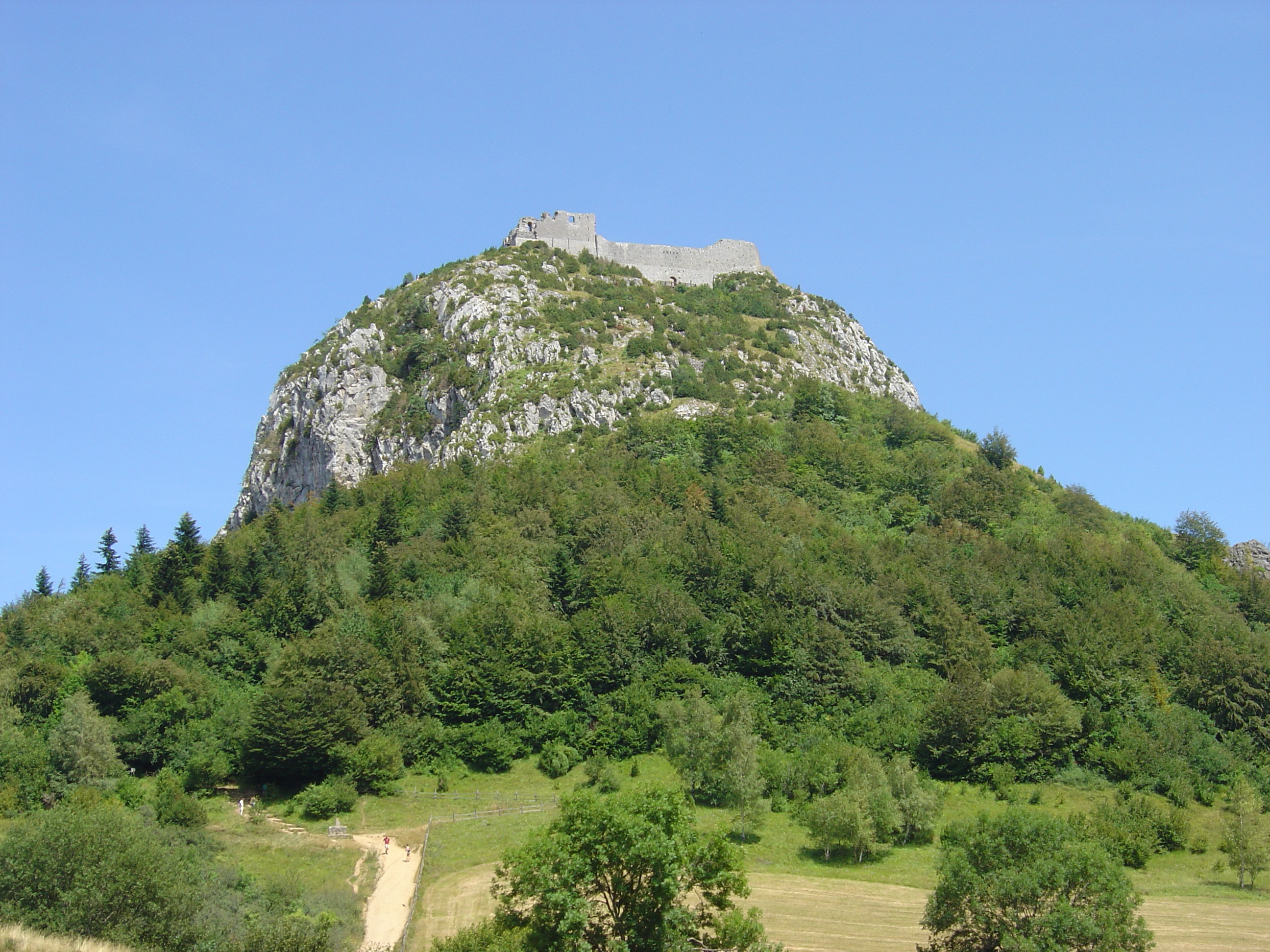
Le pog (ou sommet) d'où s'élève le château de Montségur aurait été gravi par la princesse cathare Esclarmonde de Foix sur un Mérens.

Si divers passionnés du Mérens déclarent que Crassus aurait subi une défaite face à la cavalerie des Sotiates montée sur de petits chevaux noirs décrits avec précision dans les Commentaires sur la guerre des Gaules, la source primaire ne confirme rien de tel, ni chevaux noirs ni défaite n'étant cités. Le Dr vétérinaire Paul Prunet rapproche ces animaux des Mérens (dans sa thèse de 1956), mais cette mention ne permet pas d'établir ce lien. De plus, la localisation des Sotiates est soumise à controverses, la majorité des historiens les plaçant dans l'arrondissement de Nérac, et une minorité près de Foix,. C'est en réalité Adolphe Garrigou, un historien local, qui a associé sans preuves les Sotiates au cheval de Mérens dans le Bulletin de la Société Ariégeoise des Sciences et des Lettres.
D'après Edwards et d'autres auteurs, le Mérens est peut-être utilisé comme animal de bât par les Romains, qui l’emmènent avec eux,. Un numéro ancien de la Revue des pyrénées (1890) soutient que ce petit cheval noir serait localement connu et décrit durant toute l'Antiquité.
De possibles ou prétendus Mérens sont également mentionnés au Moyen Âge. Les traces du cheval de Charlemagne, Tencendur, sont connues par la culture populaire dans les environs de Bouan. Une célèbre statuette carolingienne montrant Charlemagne sur une petite monture a fait l'objet d'un examen approfondi qui a conclu à une proximité avec le Mérens, d'une taille ne dépassant pas 1,40 m au garrot. La légende de la fondation de l'Hospitalet-près-l'Andorre met en scène un voyageur qui, à bout de forces sous l'effet du froid, aurait tué son cheval et se serait caché dans ses entrailles encore fumantes en jurant qu'il fera construire un petit hôpital en ces lieux s'il survit.
Les Cathares établis dans la région réservent au cheval une place de choix, notamment via leur croyance en la transmigration des âmes. Une croyance propre à Pamiers veut que les chevaliers morts emmènent avec eux leur monture dans l'Autre Monde. Au XIIe siècle, une légende locale veut que la princesse cathare Esclarmonde de Foix ait gravi le pog de Montségur sur le dos d'un petit cheval noir au pied sûr.

### XVIIIeetXIXesiècles
Au XVIIe siècle, ce cheval est décrit comme le « noir frontalier d'Espagne ».
Les chevaux ariégeois sont réquisitionnés pour la Grande Armée de Napoléon Ier, durant la campagne de Russie. Ils ont pour principale fonction de tirer les canons, comme la plupart des chevaux rustiques présents sur le territoire français au début du XIXe siècle. Une légende populaire ariégeoise veut qu'ils se soient illustrés pendant le passage de la Bérézina.
Les Mérens sont vendus sur la foire de Tarascon-sur-Ariège, où des marchands venus de toutes les grandes villes des environs les recherchent. Ce cheval est alors fréquemment nommé « Tarasconnais » ; il est réputé pour la bonne qualité de ses jambes et son aptitude à se contenter d'une nourriture pauvre. En 1861, d'après Louis Moll et Eugène Gayot, la qualité des chevaux pyrénéens est déjà réputée pour la cavalerie légère :

« (...) Le cheval pyrénéen de l'Ariège offre le type très accusé du cheval de montagne. Il a bien des raisons pour cela. En effet, il vit six mois de l'année sur des plateaux herbeux, élevés à 1000 mètres et plus au-dessus du niveau de la mer. Il y acquiert une grande agilité, beaucoup d'adresse, une merveilleuse sûreté dans la pose du pied, un tempérament robuste, une santé à toute épreuve, une ardeur infatigable. C'est le bénéfice d'une existence indépendante, plus sauvage que domestique. [...] On n'apprécie bien les chevaux de l'Ariège qu'après en avoir usé ; mais alors on est étonné de la dépense d'énergie dont ils sont capables, de la dureté qu'ils montrent au travail le plus fatigant et le plus durable. Leur réputation est faite dans les régiments de cavalerie légère ; ils y ont une excellente renommée, due aux bons services qu'on en obtient »

— Louis Moll et Eugène Gayot, La Connaissance générale du cheval
En 1872, le tout premier concours de race est organisé à Ax-les-Thermes,. L'élevage est désorganisé, mais le commerce florissant, notamment grâce à la foire de Tarascon, qui fournit en chevaux les vignerons, maraîchers, livreurs, rouliers, et autres entreprises de transport et de messagerie.
Gabriel Lamarque décrit les juments d'Ariège des années 1880 comme mesurant environ 1,40 m, de robe baie-brune ou noire, avec l'encolure courte et les jarrets clos, d'un « type oriental accusé ».

### Du XXeà l'époque moderne

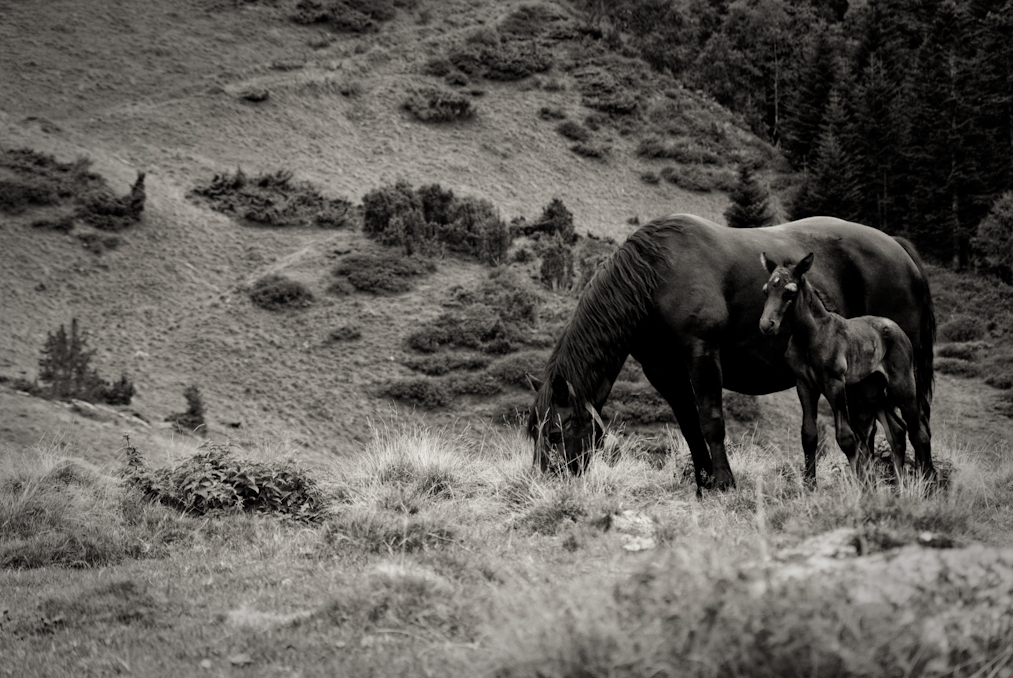
Jument et poulain Mérens en liberté en montagne.

Dès la fin du XIXe siècle, la race a failli disparaître en raison de croisements incontrôlés. Le Mérens est en effet croisé avec des chevaux de trait Percheron et Breton, dans le but d'obtenir des chevaux de traction agricole lourds. Au début du XXe siècle, quelques éleveurs des villages de L'Hospitalet-près-l'Andorre et Mérens-les-Vals luttent contre ces croisements, et gardent les poulains et pouliches dont la conformation reste la plus proche de l'ancienne race. Le cheval de Mérens est préservé par des hommes attachés à leurs traditions et à leur « petit cheval du pays ». Les saillies s'effectuent en liberté, et les chevaux effectuent la transhumance chaque année. La sélection du Mérens démarre en 1908,, quand un contrôle des élevages est mis en place par le président de la Société d’Agriculture de l'Ariège, Gabriel Lamarque, qui désire relancer les concours de race. Un premier concours est organisé à Ax-les-Thermes cette même année. La poulinière championne suprême en 1911 a eu un rôle majeur sur l'évolution de la race.
En 1933, le syndicat d'élevage du Mérens est créé. La race connaît une très courte embellie à la Libération, en raison des pénuries de la Seconde Guerre mondiale, et alors que la demande d'achats militaires porte sur des chevaux de grand format. Son registre généalogique est créé en 1947. Le 27 mars 1947, un arrêté du préfet de l’Ariège ouvre ce livre généalogique, dont la tenue est confiée au Syndicat hippique des éleveurs de la race pyrénéenne ariégeoise (SHERPA), sous le contrôle des Haras nationaux. En 1948, ce stud-book enregistre huit étalons grâce à Lucien Lafont de Sentenac, directeur du haras national de Tarbes. En effet, cette ouverture s'effectue dans un contexte de défiance des éleveurs de montagne envers Lafont de Sentenac, qui se retrouve quasiment seul à soutenir l'ouverture d'un stud-book pour le Mérens, alors que l'époque d'apogée de cette race est révolue.

#### Déclin de la race
En 1946, l'armée cesse définitivement d'utiliser le Mérens comme cheval d'artillerie en montagne, ce qui correspond aux débuts du déclin de la race. La population chute drastiquement pendant la seconde moitié du XXe siècle, avec la modernisation des transports et de l'agriculture,. La dépopulation de l'Ariège entraîne la disparition des éleveurs dont l'activité n'est pas reprise après leur décès ; les concours locaux d'élevage disparaissent aussi faute de participants.
En 1964, seulement une vingtaine de naissances sont enregistrées, les poulains laitons étant ensuite vendus à des maquignons sur la foire de Tarascon pour des sommes dérisoires. Alors que la fermeture du registre généalogique du Mérens est prévue pour l'année suivante, l'achat d'un couple de ces chevaux par Georges Buttet, un animateur de Dormillouse, sauve la race de la mort génétique en amorçant son association avec le concept de « retour à la nature ». Son utilisation dans l'agriculture perdure aussi en petits nombres jusque dans les années 1970 alors que, comme les races de chevaux de trait, il est élevé pour sa viande et alourdi pour devenir un animal de boucherie. Cependant, d'après Olivier Courthiade, la majorité des Mérens échappent à cet alourdissement boucher et conservent un poids d'environ 600 à 650 kg.
Les montagnes ariégeoises jouent un rôle de sanctuaire en empêchant ce cheval, tout comme plusieurs autres races locales telles que la race bovine Aure-et-Saint-Girons, la vache Gasconne des Pyrénées et la race ovine tarasconnaise, de disparaître complètement.

#### Sauvegarde

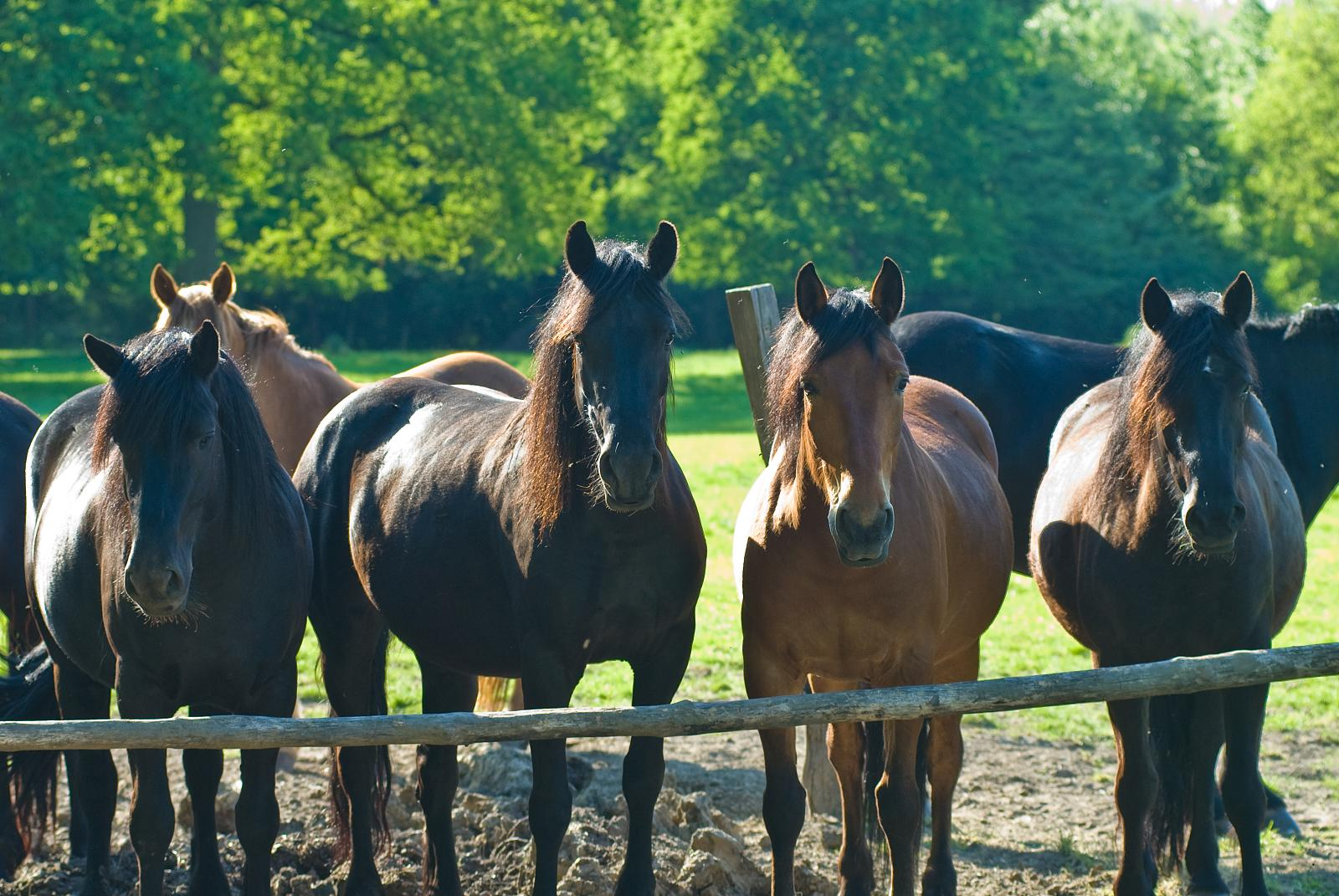
Groupe de chevaux en Ariège, dont plusieurs Mérens.

Au début des années 1970, le Mérens est néanmoins au bord de l'extinction, avec quatre étalons et environ une quarantaine de juments,. À cette époque, il est aussi croisé avec l'Arabe, un étalon tunisien nommé Irmak, sous l'impulsion de Jacques Charpy.
Ce cheval est sauvé de la disparition par des communautés utopistes croyant en un mode de vie écologique. En effet, en plein mouvement hippie, des populations « marginales » s'installent dans les petits villages de l'Ariège et relancent l'économie locale, entre autres en reprenant l'élevage du Mérens. C'est en particulier le cas d'Yrmyah et d'Ebyathar, deux ermites marginaux qui croient en l'imminence d'une apocalypse écologique et espèrent y survivre en ré-utilisant la traction animale.
À la même époque, l'étalon semi-sauvage Bonbon devient un phénomène. Cet étalon de Mérens, rendu orphelin après un accident, est élevé au biberon et au lait de chèvre puis vendu à un maquignon avant de regagner son pays natal et de remporter un prix comme étalon. Il meurt à vingt ans, foudroyé en altitude avec tout son troupeau.
Parallèlement, le Mérens est sauvegardé par le développement de l'équitation de loisir, sous l'impulsion de Michel Vidal Saint-André, président du SHERPA de 1972 à 1979. Il est remis au goût du jour comme cheval de loisir avec l'aide du directeur du haras de Tarbes Lucien Lafont de Sentenac, ce qui en fait la première race française volontairement sélectionnée pour ce marché,. Les efforts des éleveurs s'orientent vers le « phénomène poney ». Le cheval de Mérens est renommé « poney » pour des raisons commerciales et administratives. Cette sauvegarde sous la houlette de la présidence du SHERPA entraîne son lot de polémiques et de heurts, en raison de conflits de génération et de conflits ethniques et de status. Néanmoins, la médiatisation des concours-épreuve permet de casser l'image du petit cheval de boucherie hirsute, et de positionner efficacement le Mérens sur ce marché du loisir.
Le haras de Castelmir, propriété de Pierre Planteau du Maroussem à partir de 1977, permet une conservation efficace des lignées jusqu'à sa dissolution, à la fin de 1980.
Grâce à une bonne gestion des effectifs de la race et de la communication, les effectifs se reconstituent peu à peu, en ayant recours aux inscriptions de chevaux conformes au standard de race dans le registre généalogique à titre initial. Entre 1975 et 1985, le nombre de chevaux de Mérens est multiplié par deux, passant de 2 000 à 4 000 individus,. Cité comme un bel exemple de sauvegarde d'une race en voie de disparition, ce sauvetage est jugé réussi en 2001.

#### Depuis les années 1980

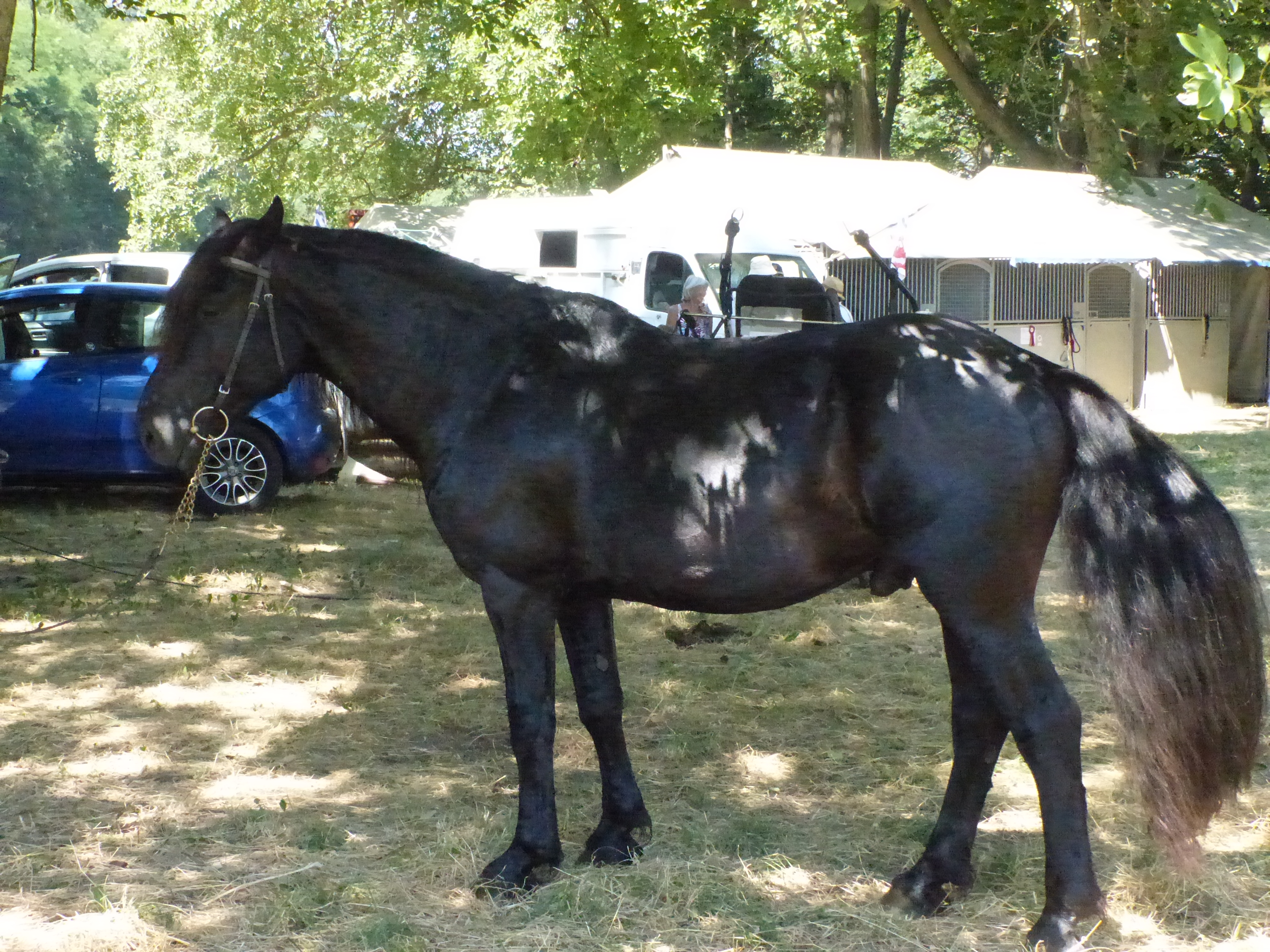
Cheval de Mérens présenté au modèle à Bouan en 2023.

En 1977, le Mérens est introduit dans l'île de La Réunion ; un élevage y démarre en 1980 grâce à l'envoi de l'étalon Lionceau du Soula. En 1983, c'est au tour des Pays-Bas de découvrir la race : une vingtaine de chevaux y sont importés depuis la France. D'après Babo, la progression des effectifs du Mérens entre 1978 et 1999 est un « raz de marée ».
Un centre national du cheval de Mérens est ouvert dans les années 1990 à La Bastide-de-Sérou grâce à un co-financement européen et local, pour offrir un soutien à sa sauvegarde,. Il présente le Mérens dans un bâtiment avec un musée vivant et un centre équestre. Cependant, de multiples problèmes conduisent à ce que ce centre, porté par Olivier et Tony Courthiade, ne soit pas réellement fonctionnel.
En 1997, le maire de Saint-Martin-d'Oydes, André Bordenave, offre un Mérens au Premier ministre britannique, Tony Blair,. À partir de cette même année, le Mérens fait brièvement partie des races de chevaux dont les éleveurs peuvent bénéficier de la « Prime aux races menacées d'abandon » (PRME), d'un montant de 100 à 150 €. Le 1er janvier 1998, le Mérens est retiré du groupe des « poneys » par les Haras nationaux, et classé parmi les chevaux de sang.
En 2000, la race Mérens est choisie par Jean-Louis Savignol pour lancer le tout premier élevage de chevaux français labellisé bio, et destiné aux loisirs plutôt qu'à la boucherie. Ces chevaux sont vermifugés avec un mélange d'ail et d'argile, l'éleveur fait appel à l'homéopathie et l'ostéopathie pour « soigner » ses bêtes et effectue la transhumance chaque année.
Au début des années 2000 également, six éleveurs se regroupent dans l'association « Mérens prestige » pour promouvoir cette race à travers des objectifs de sélection originaux,. En 2018, le Mérens est (brièvement) intégré à la plate-forme d'élevage collaboratif My Horse Family.

## Description

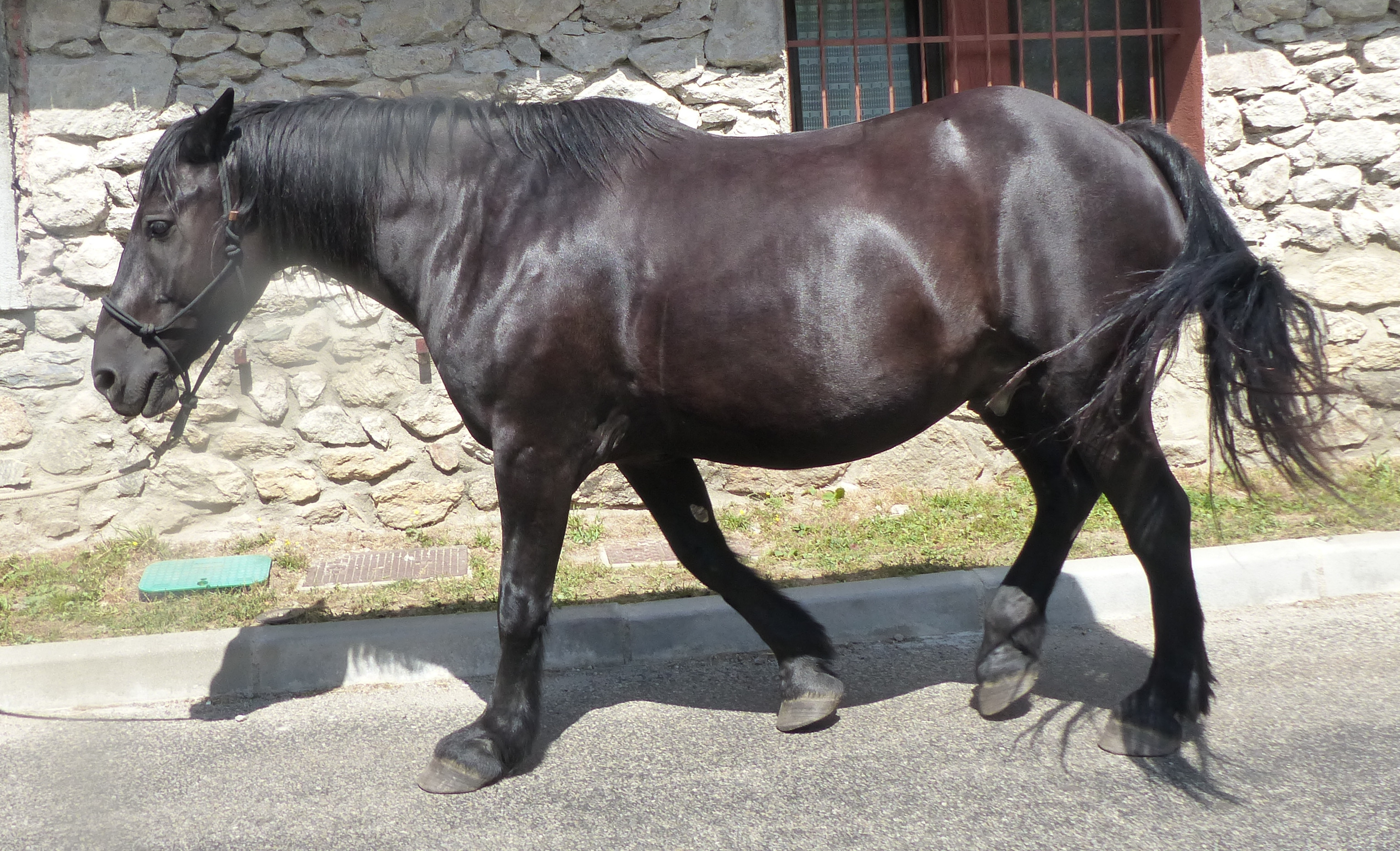
Cheval de Mérens de modèle lourd au pas, à Orgeix en 2023.

Réputé pour son élégance, le Mérens est classé parmi les 23 plus belles races chevalines du monde d'après la revue Cheval pratique. Il rappelle morphologiquement les poneys Dales, et Fell, britanniques.

### Taille et poids
Selon le SHERPA et les sources qui le reprennent, le Mérens moderne toise idéalement de 1,45  à   1,55 m au garrot,,. La taille souhaitée est de 1,47 m pour les mâles et 1,45 m pour les femelles. Cependant, CAB International indique une fourchette de tailles allant de 1,32  à   1,44 m (en 2016). L'autrice britannique Caroline Silver indiquait une taille moyenne de 1,33 m en 1984, l'auteur italien Maurizio Bongianni indiquant 1,33  à   1,45 m en 1987. Daniel Babo cite 1,35  à   1,50 m en 2001, soulignant un accroissement de taille chez les chevaux modernes
.
Les chevaux élevés dans les vallées ou en plaine sont toujours plus grands que les chevaux de montagne. L'auteur anglais Elwyn Hartley Edwards cite une taille de 1,45  à   1,50 m en 2016, mais estime que l'accroissement récent de la taille jusqu'à 1,55 m soit imputable à des croisements, les chevaux de montagne non-croisés devant selon lui mesurer 1,32  à   1,45 m. Au contraire, Olivier Courthiade estime qu'une taille de 1,55 m était fréquente chez les Mérens du temps de la traction des diligences, et que la petite taille est une résultante de l'usage d'étalons reproducteurs comme Bonbon à l'époque du déclin du Mérens. Les mesures de références citées dans la base DAD-IS de la FAO donnent une taille de 1,50 m en moyenne, pour le mâle comme pour la femelle.
Bongianni et Ravazzi citent une fourchette de poids allant de 350  à   500 kg,. DAD-IS indique 550  à   600 kg.

### Morphologie
Le modèle du cheval de Mérens est médioligne,, trapu, compact et rond, les sujets de cette race présentant une bonne homogénéité morphologique et une forte ossature. Le modèle est près de terre,.

#### Tête
La tête est décrite comme fine, distinguée, sèche, relativement longue et étonnamment expressive. D'après l'auteur italien Gianni Ravazzi, elle peut être forte, mais n'est jamais lourde. Le profil en est généralement rectiligne,,, ou bien très légèrement concave,, voire légèrement convexe selon Haller et Hubrecht. Le front est plat, et large,,. Les oreilles sont petites,, courtes, et très poilues à l'intérieur,,. Les yeux, en forme d'amande, sont sortis et soulignés d'arcades sourcilières légères. Le bout de nez est carré et les naseaux sont larges et bien ouverts.

Tête du cheval de Mérens
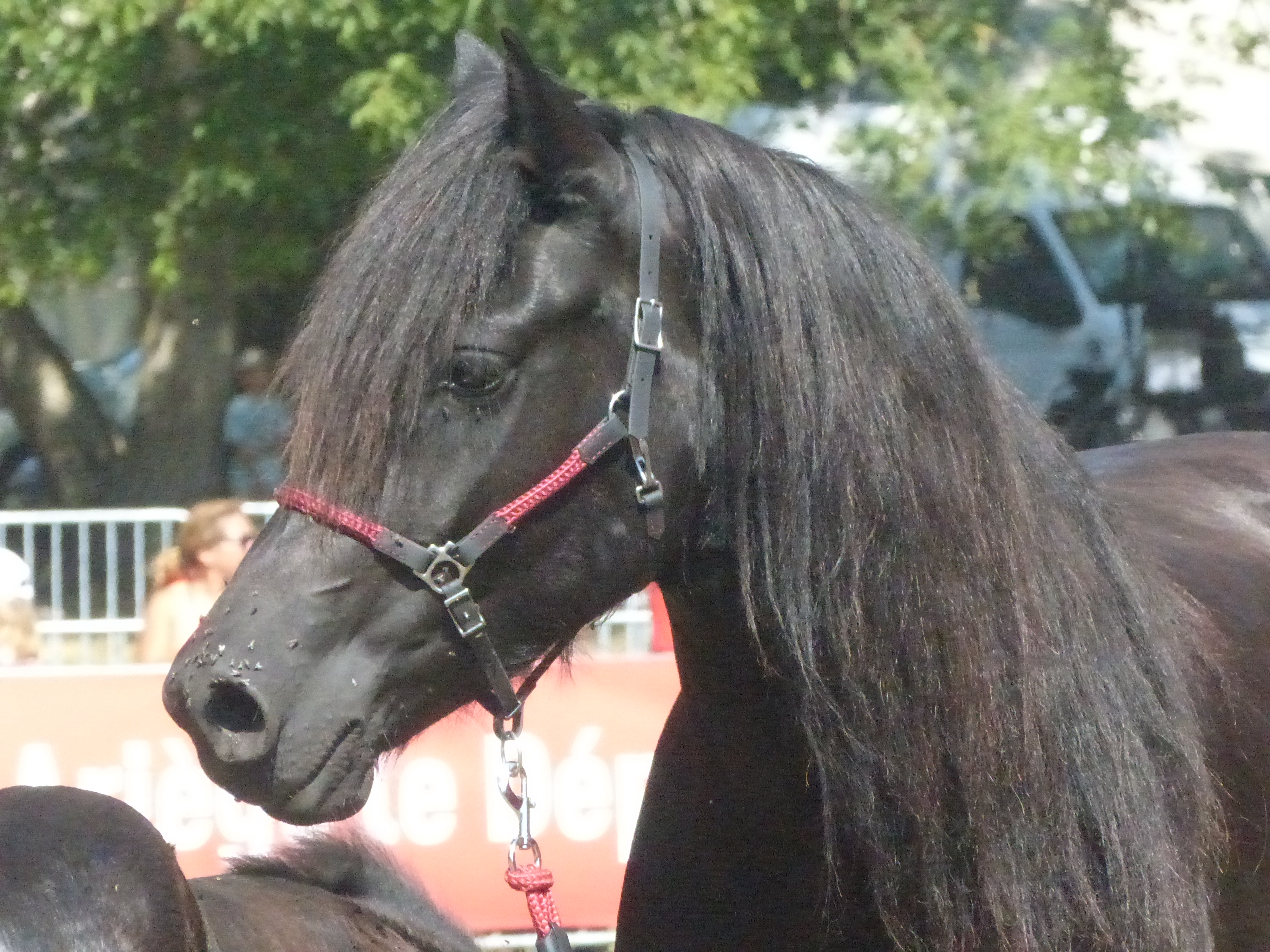
Jument à Bouan en 2023, vue de profil
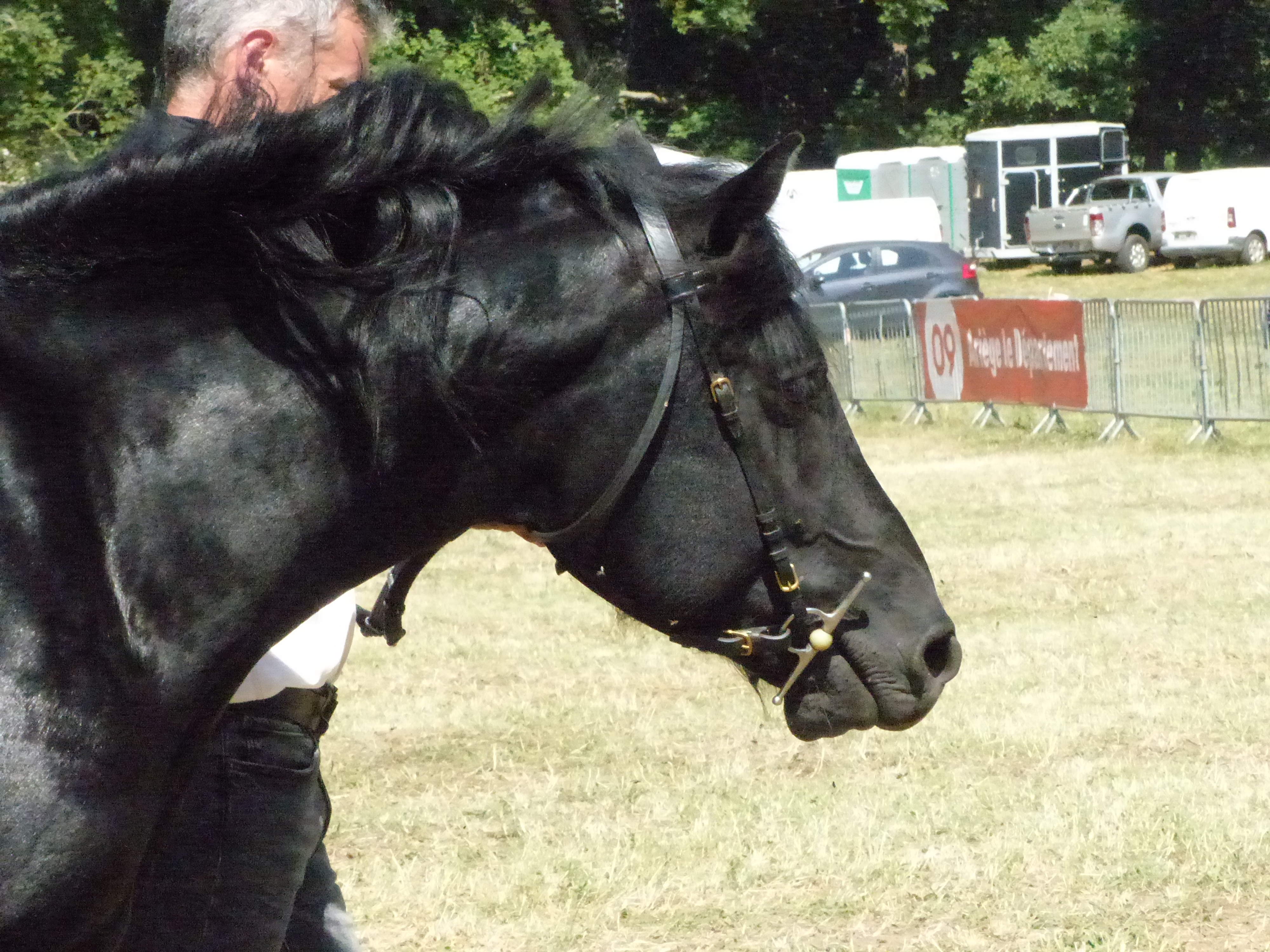
Jeune étalon à Bouan en 2023, vue de profil
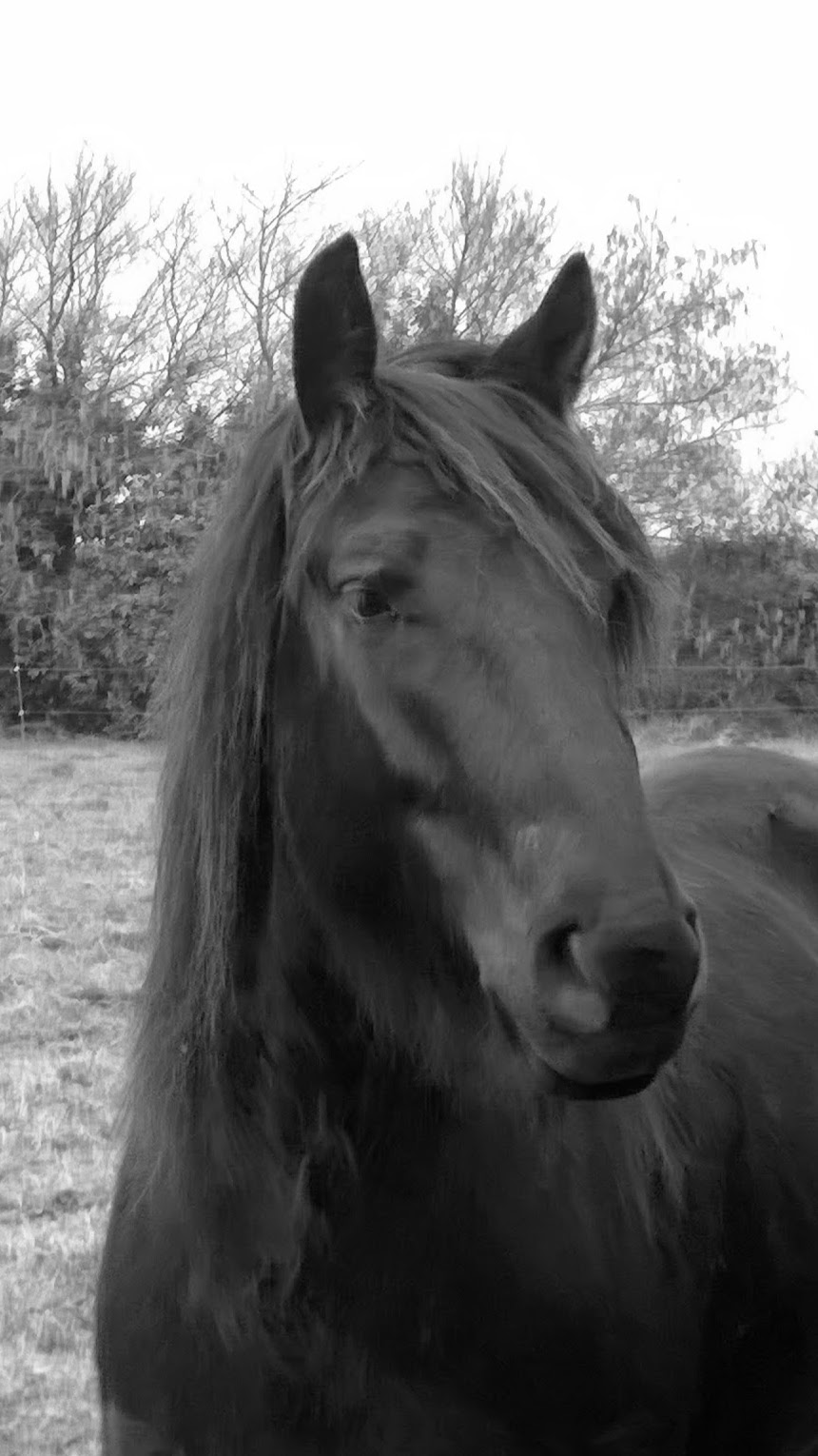
Vue de trois quarts
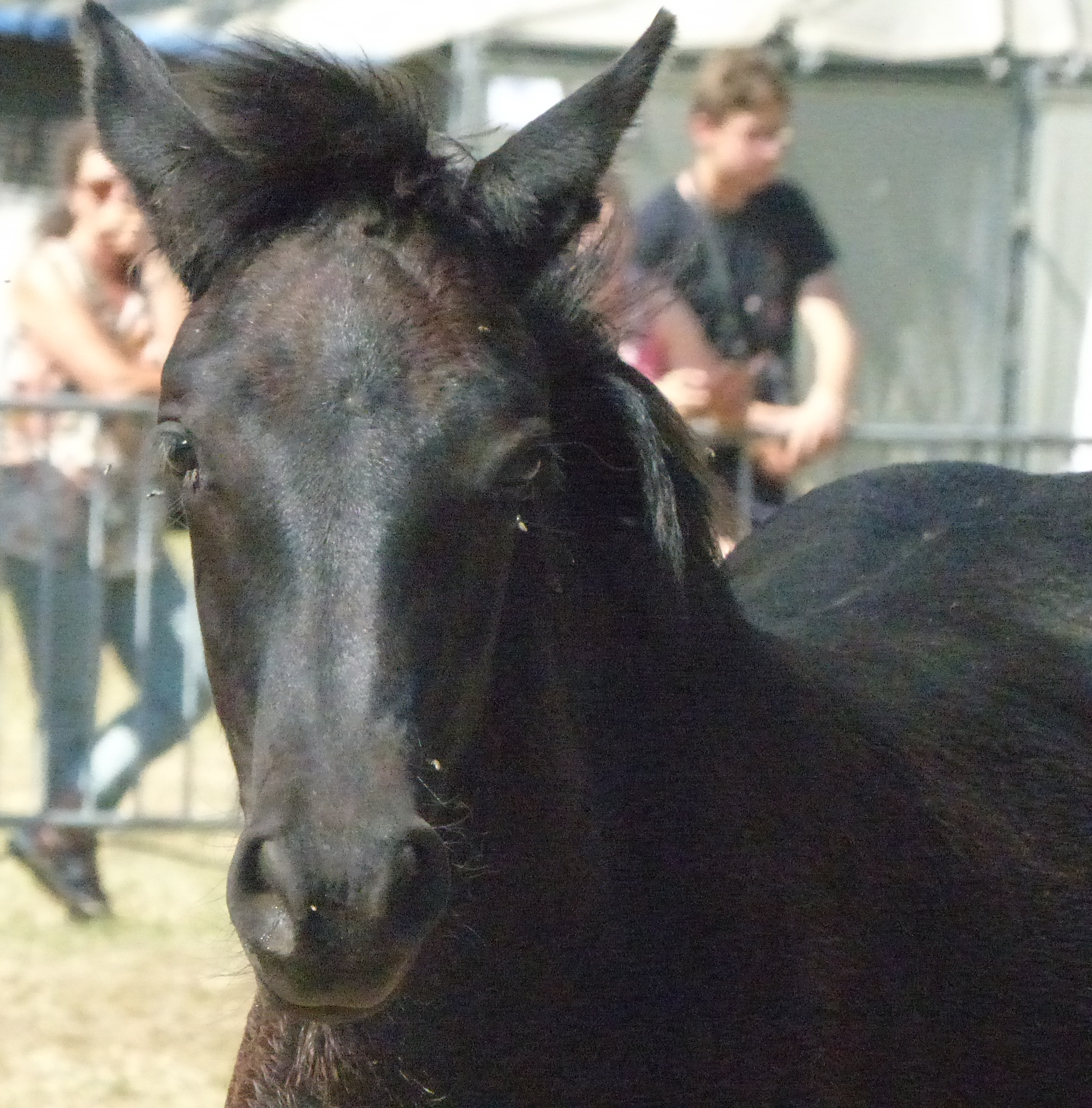
Poulain de Mérens à Bouan en 2023, vu de face.
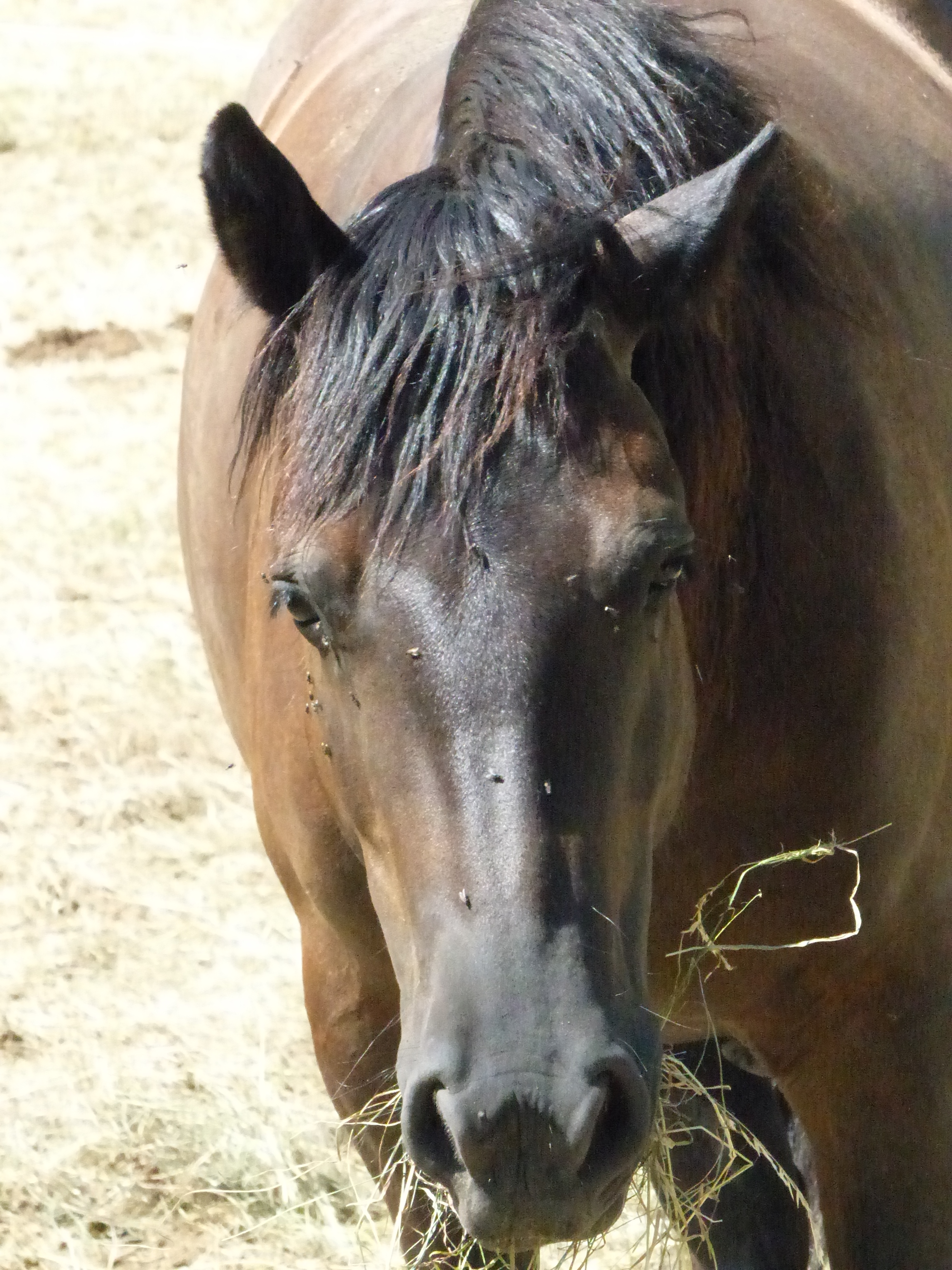
Cheval de Mérens roussi par le soleil à Bouan en 2023, vu de face.

La joue est étroite. L'une des caractéristiques du Mérens est la présence d'une « barbe » noire qui pousse sous les joues durant l'hiver, au niveau des maxillaires inférieurs,. La tête attachée légèrement à l'encolure est valorisée pour faciliter le port du bridon ; la gorge épaisse était fréquente par le passé.

#### Avant-main
L'encolure est recherchée de longueur moyenne et bien orientée chez les Mérens modernes,. Elle est puissante,, souvent relativement courte et forte,, large à sa base au sortir d'épaules massives, jugée peu élégante mais droite et solide.

Avant-main du cheval de Mérens
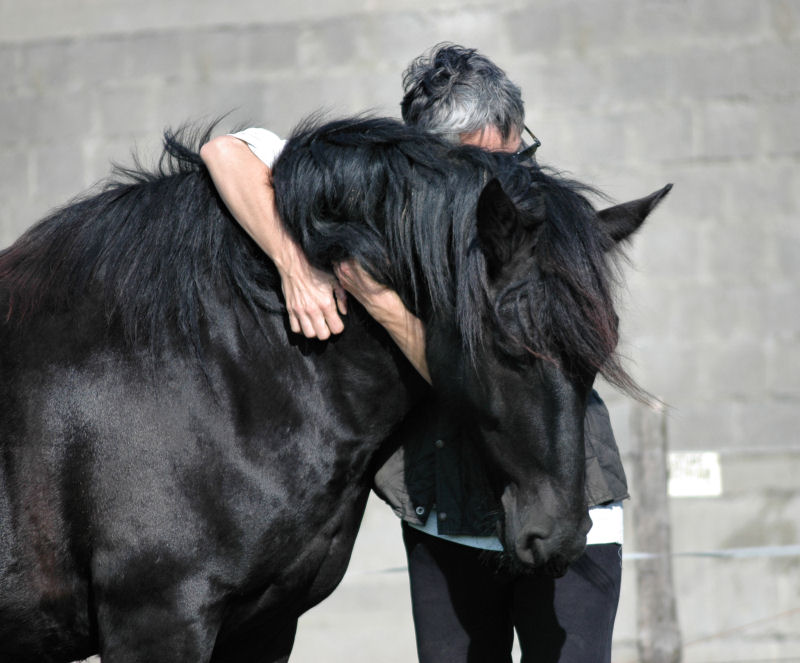
Le hongre Nickel de Vives, vu de profil.
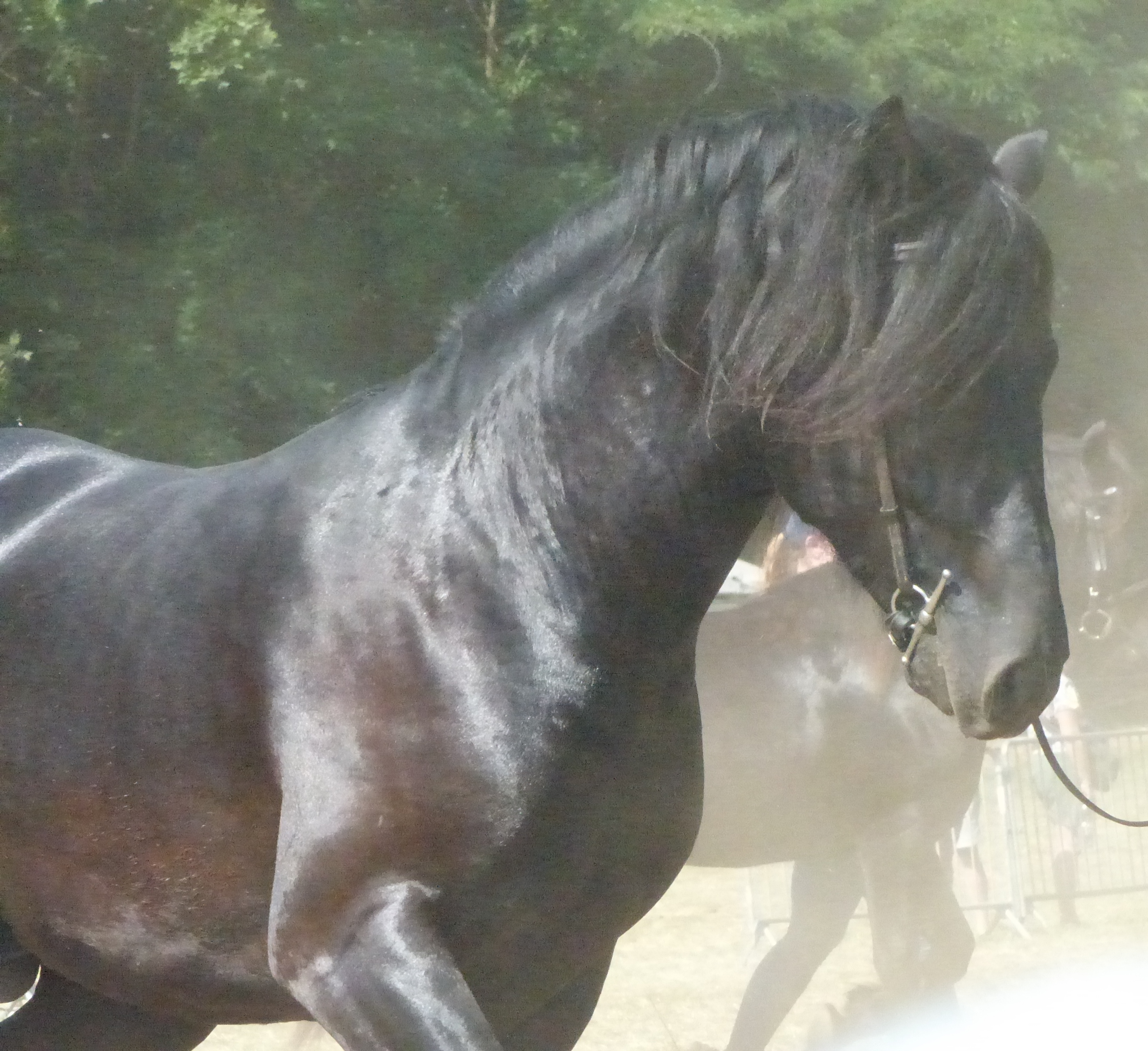
Avant-main de jeune étalon, Bouan 2023
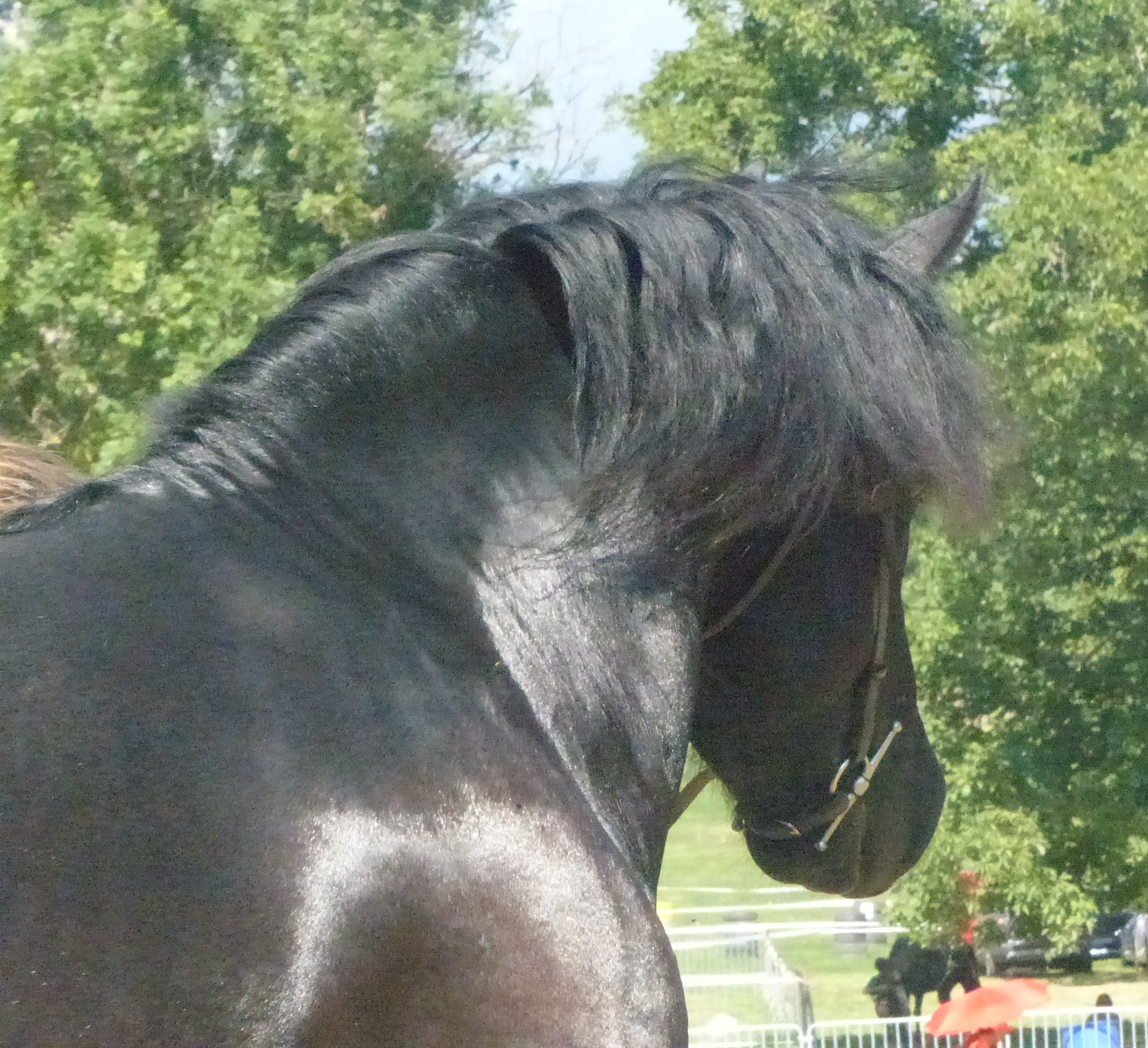
Tête et épaule de jeune étalon, Bouan 2023
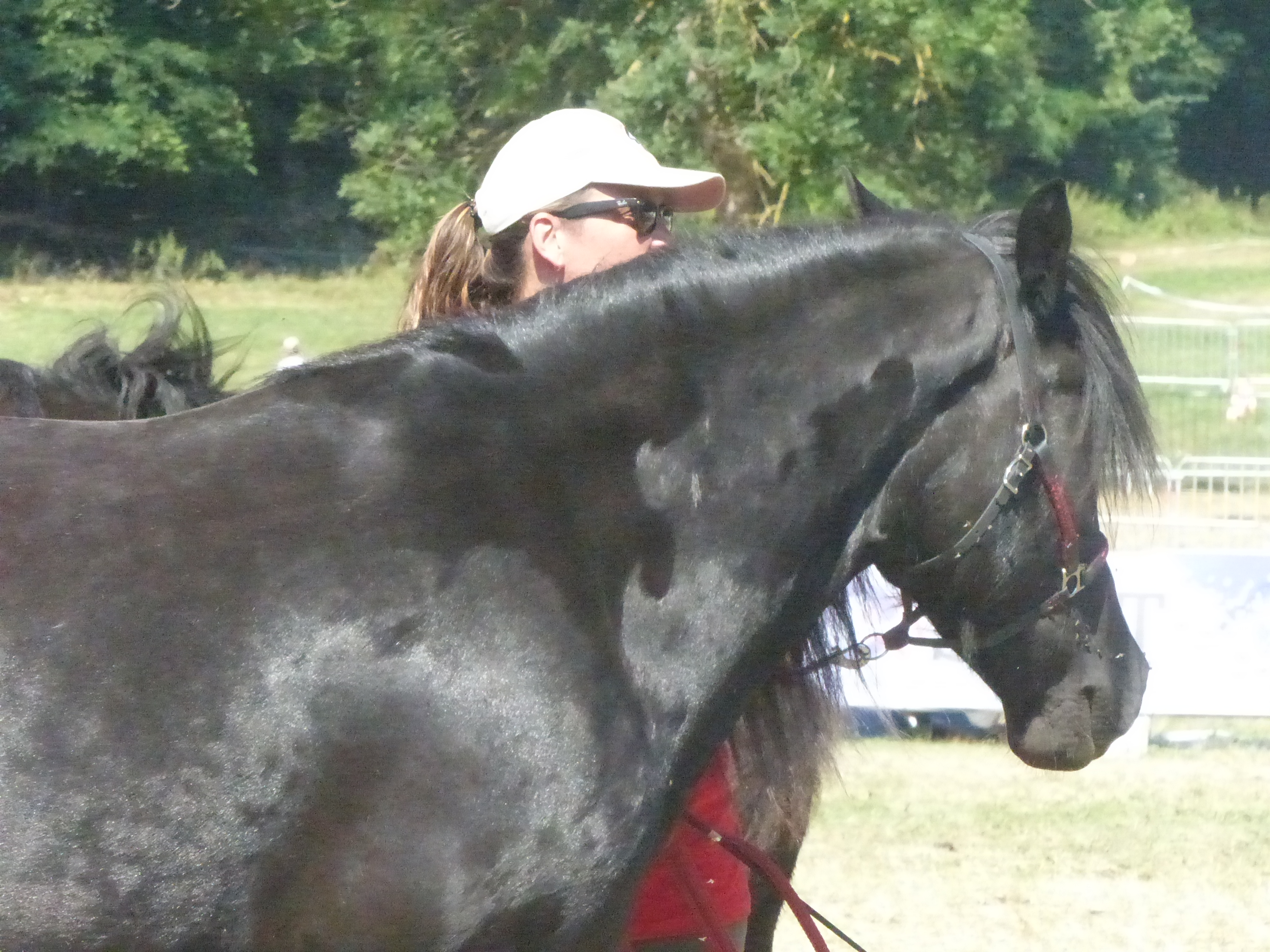
Avant-main, Bouan 2023
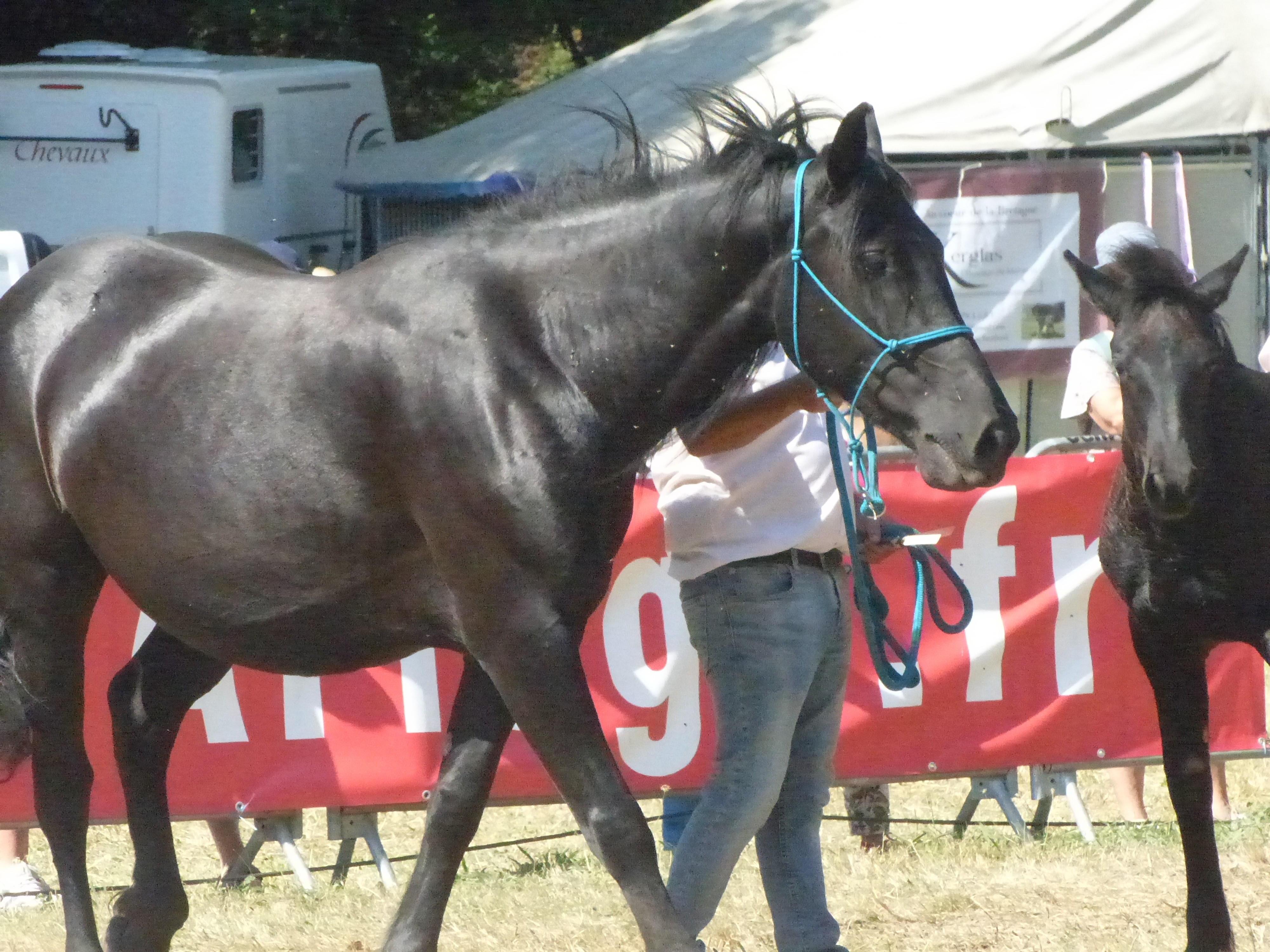
Jument suitée, Bouan 2023

L'avant-main peut être décrite comme relativement lourde. Les épaules sont recherchées moyennement longues et inclinées, bien qu'elles soient souvent droites,. Le poitrail est large car ouvert,,, ample et profond. Le garrot est recherché sorti et prolongé vers l'arrière,, et se révèle généralement conformé pour la selle. Bongianni et Kholová le décrivent comme peu relevé. Un garrot marqué est apprécié pour le bât et la randonnée et constitue un objectif de sélection à rechercher selon Olivier Courthiade, mais comme chez la plupart des chevaux de montagne, le Mérens traditionnel tend à avoir un garrot large et peu relevé. Le passage de sangle est profond.

#### Dos et arrière-main
Plutôt long et large mais fort et bien soutenu,,,, le dos est inscrit dans une ligne dorso-lombaire droite,. Il est généralement plus court chez les Mérens modernes que chez les chevaux de l'ancien type, chez lesquels il est plutôt long et fort, conséquence de la sélection pour le bât. Les flancs sont pleins et descendus et le ventre plutôt soutenu. La ligne du dessus rappelle le poney Dales. Les reins sont bien attachés,, larges et musclés.

Arrière-main du cheval de Mérens (Bouan, 2023)
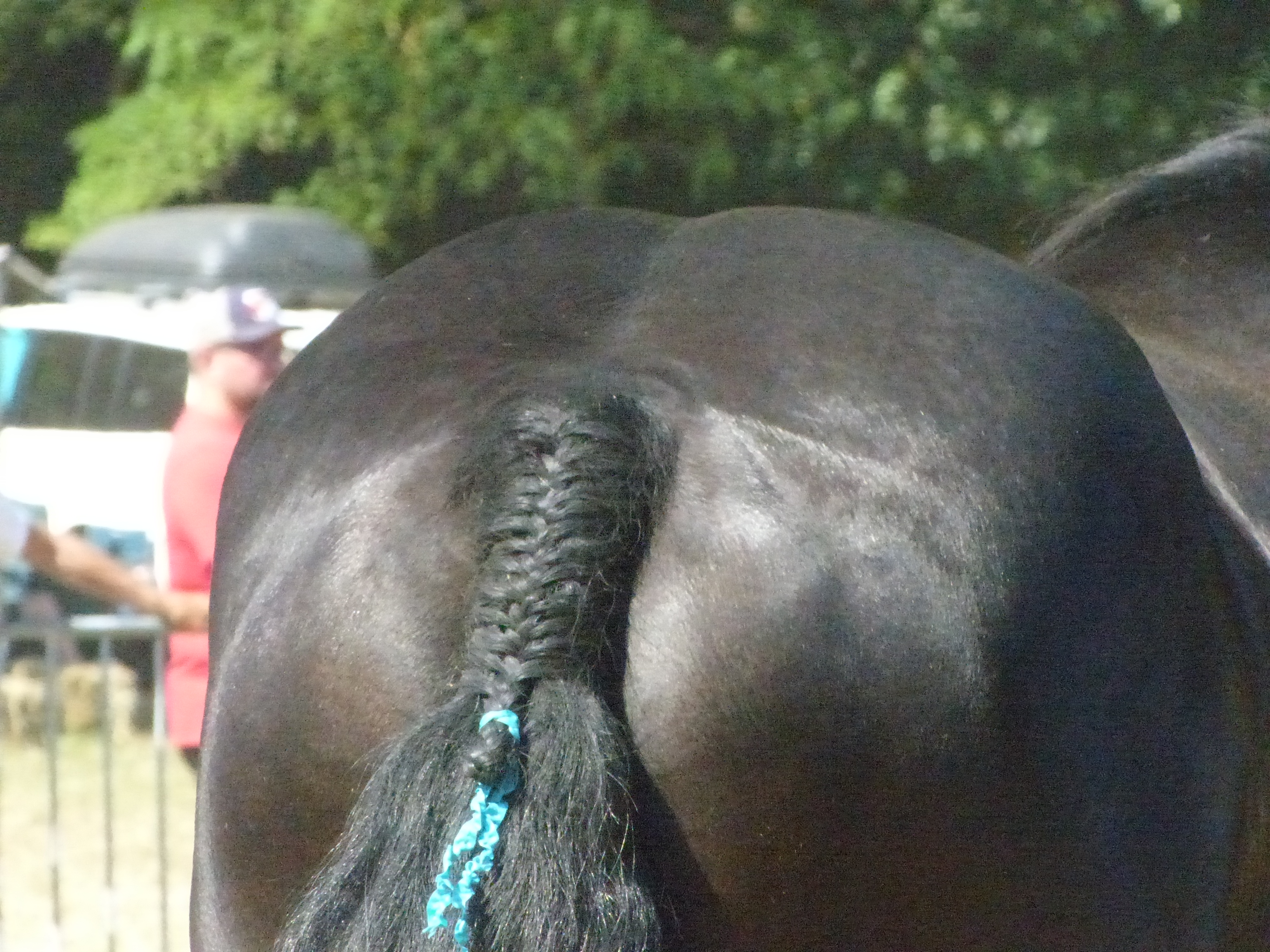
Croupe avec tresse de queue d'un adulte, vu de dos
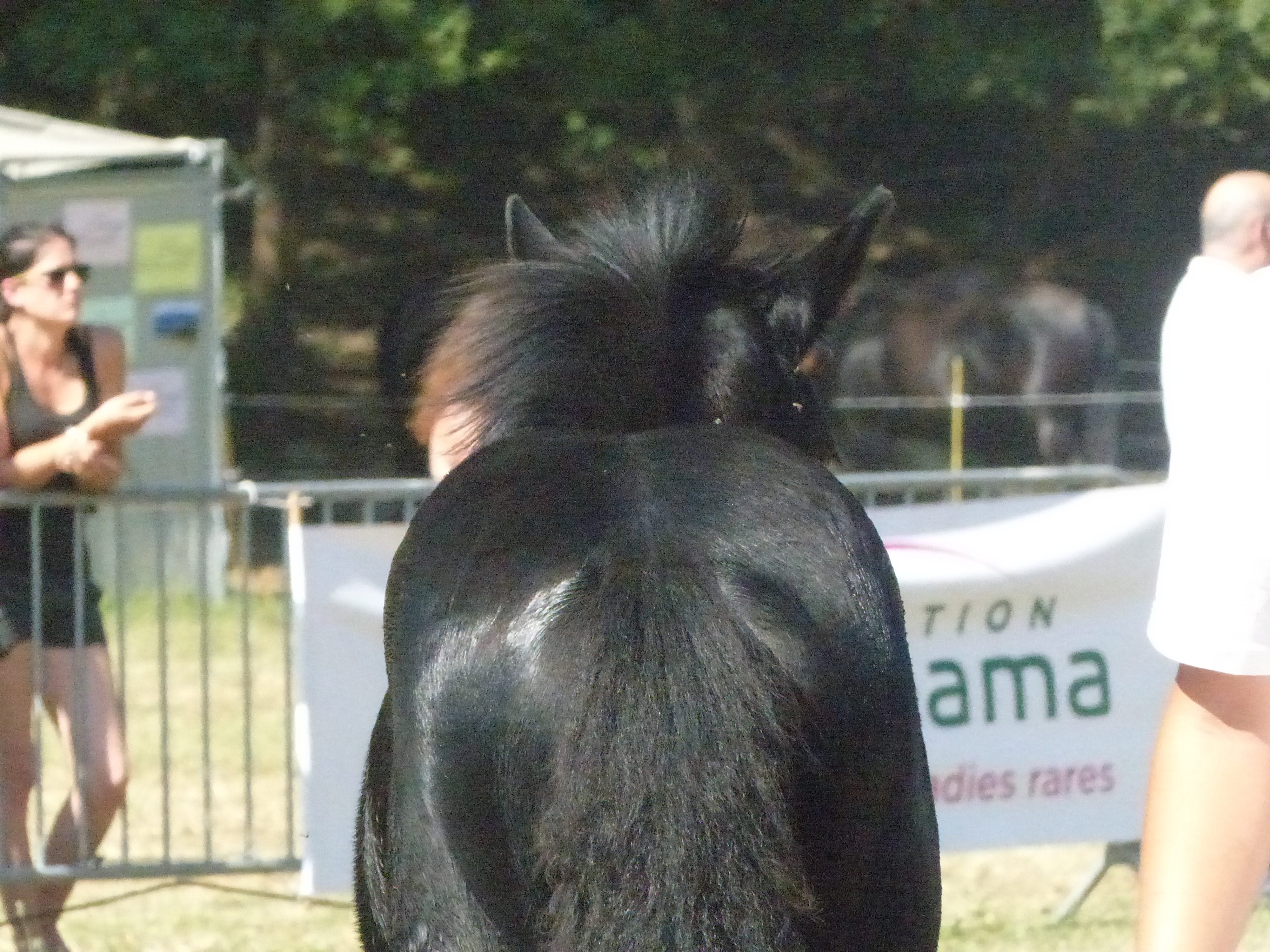
Poulain, vu de dos
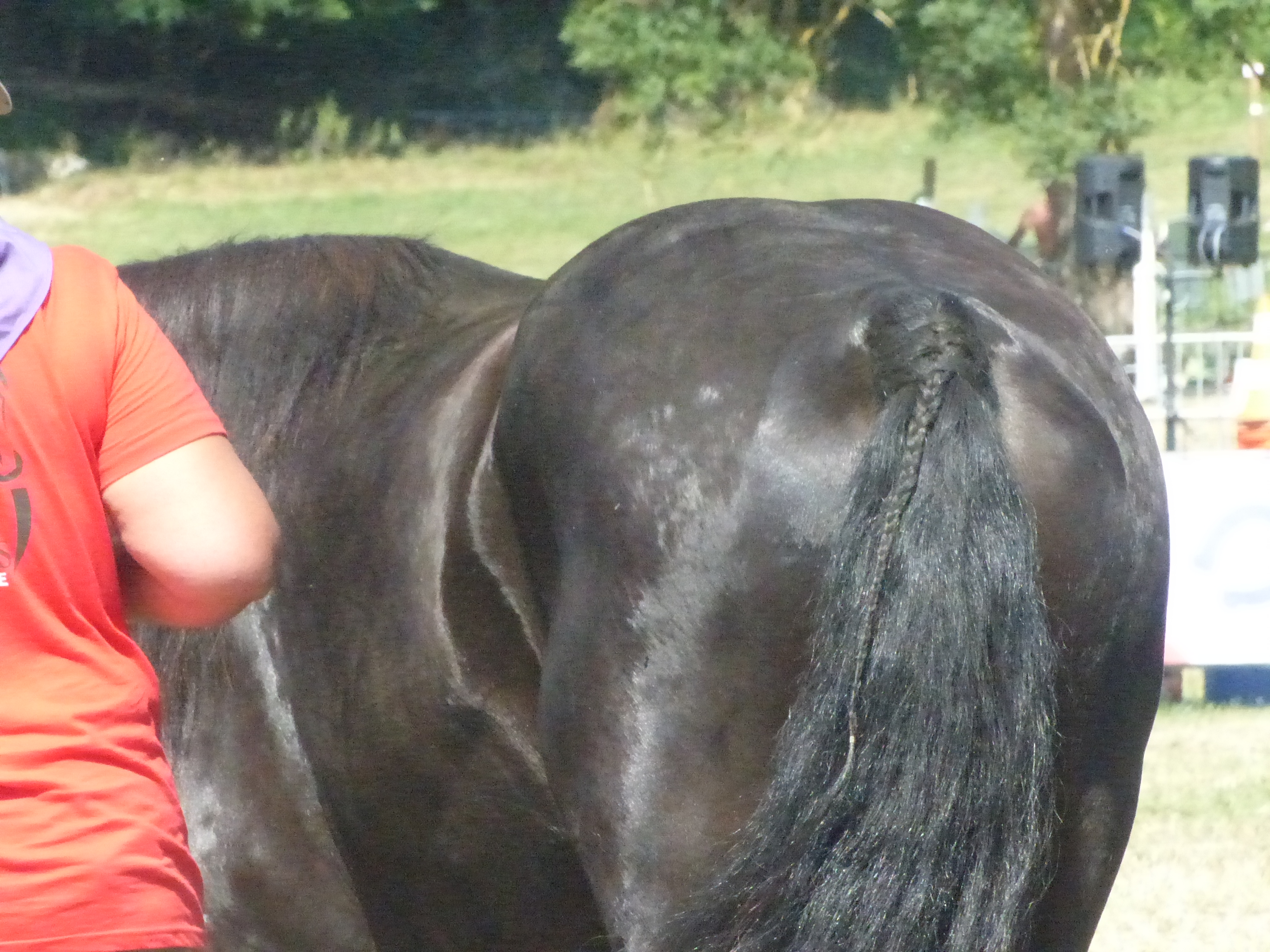
Croupe et queue tressée, vue de trois quarts
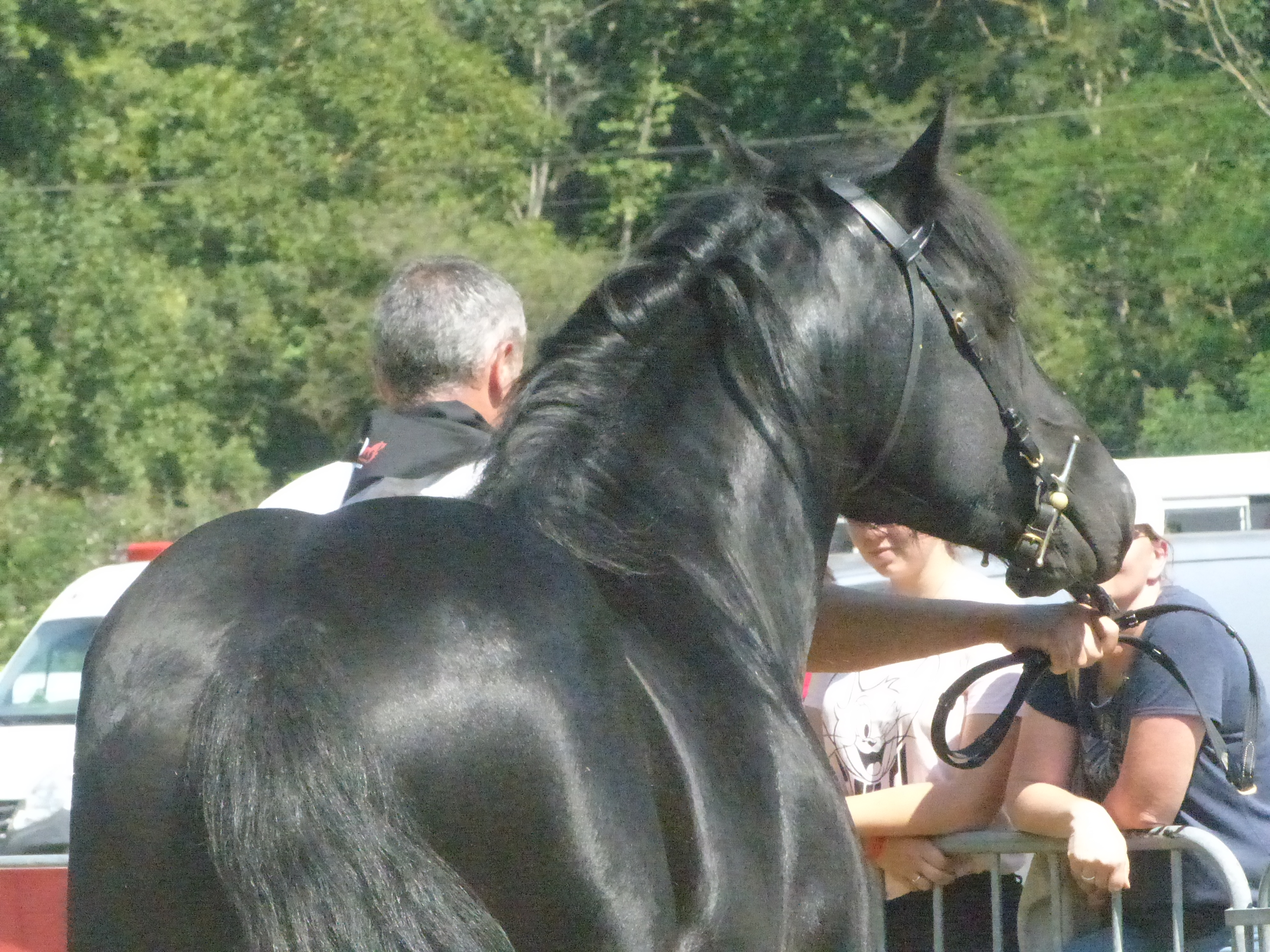
Jeune étalon, vu de trois quarts
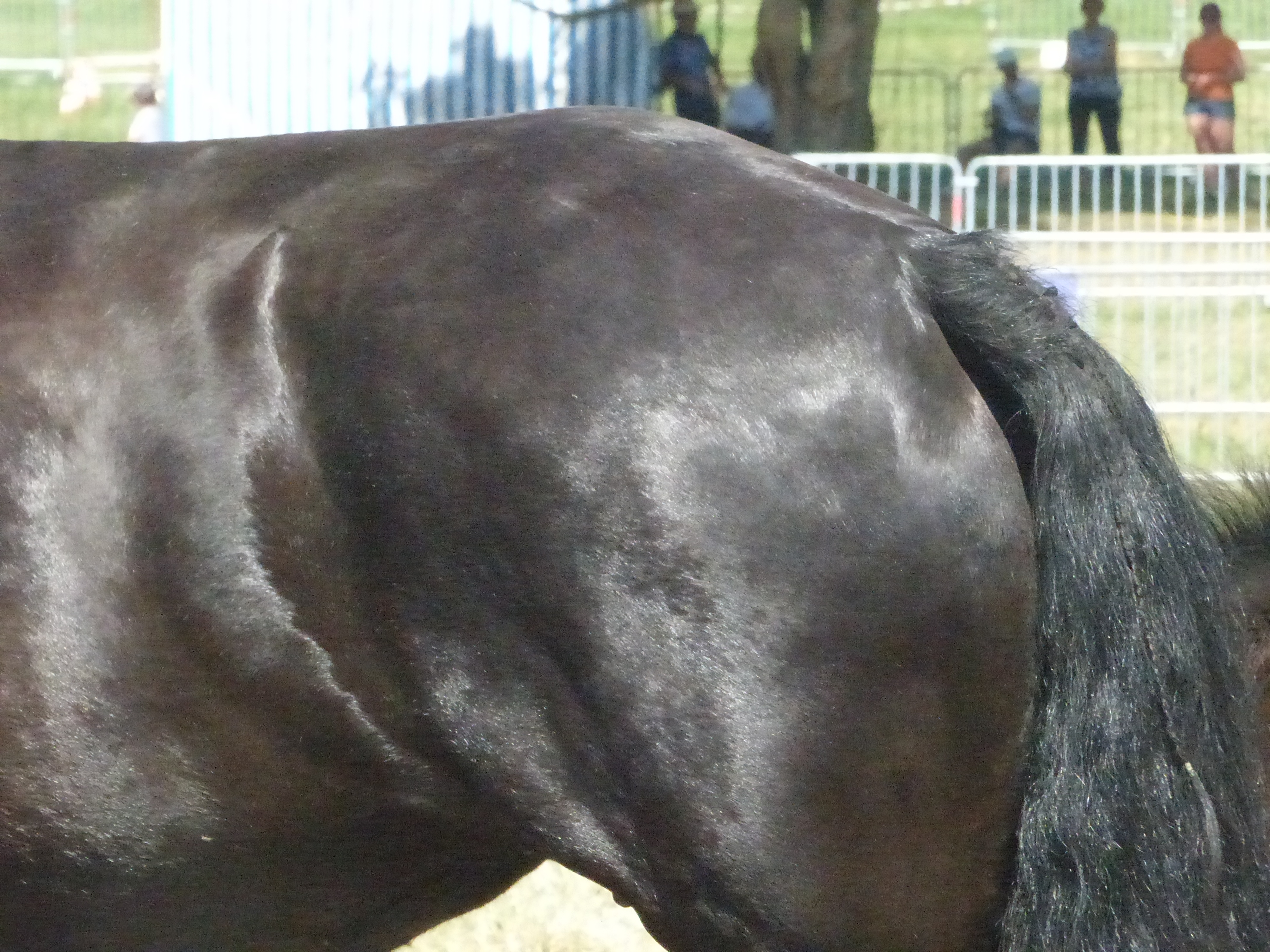
Croupe et attache des reins, vue de profil
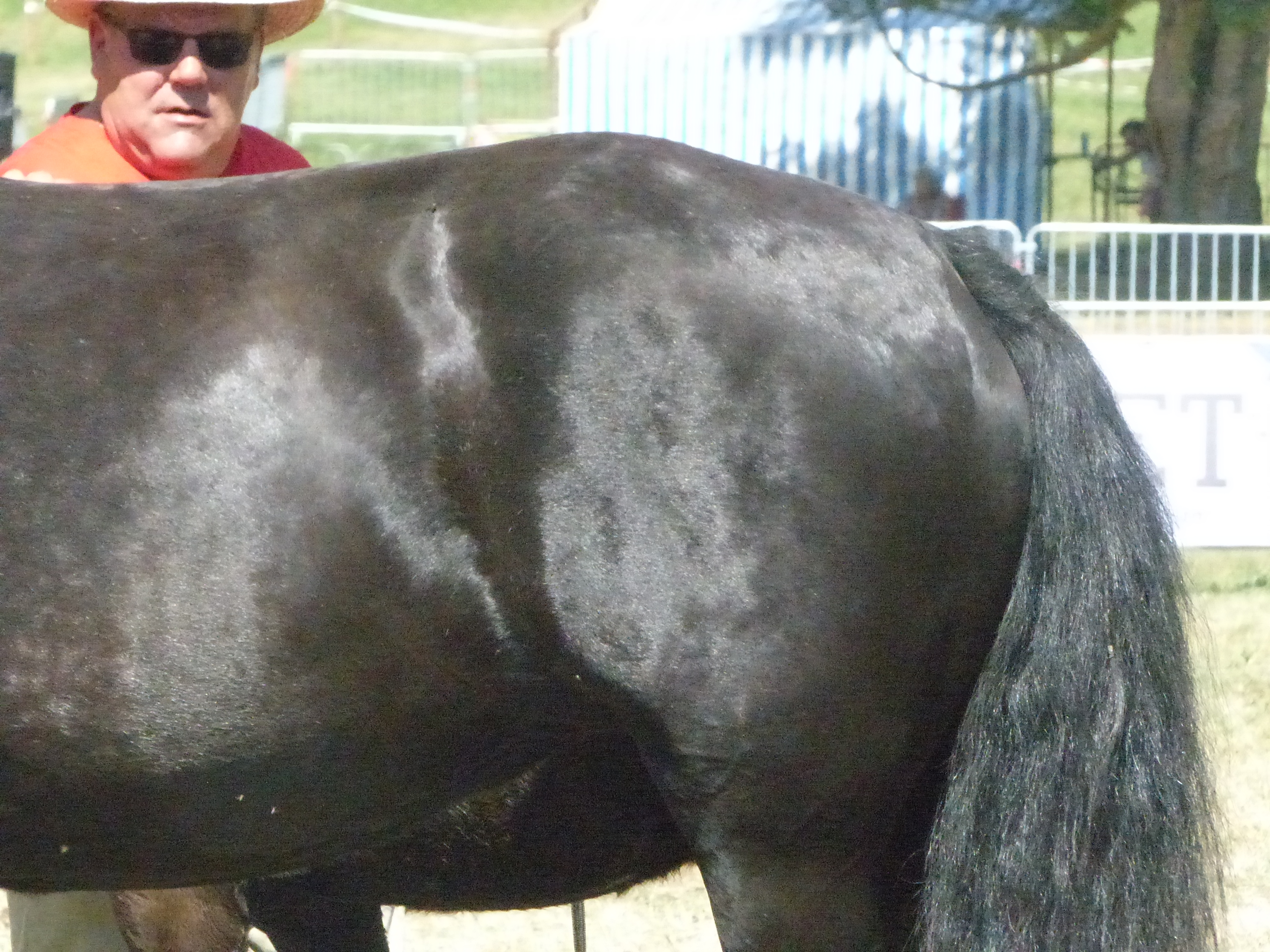
Bas du dos et croupe, vus de profil

La croupe est de forme avalée (oblique) selon une majorité d'auteurs,,,, ronde selon Hendricks et Babo : elle est recherchée ronde chez les chevaux modernes,. Elle est souvent double, avec une queue attachée bas,. Cependant, une queue « trop » basse est dépréciée.

#### Membres

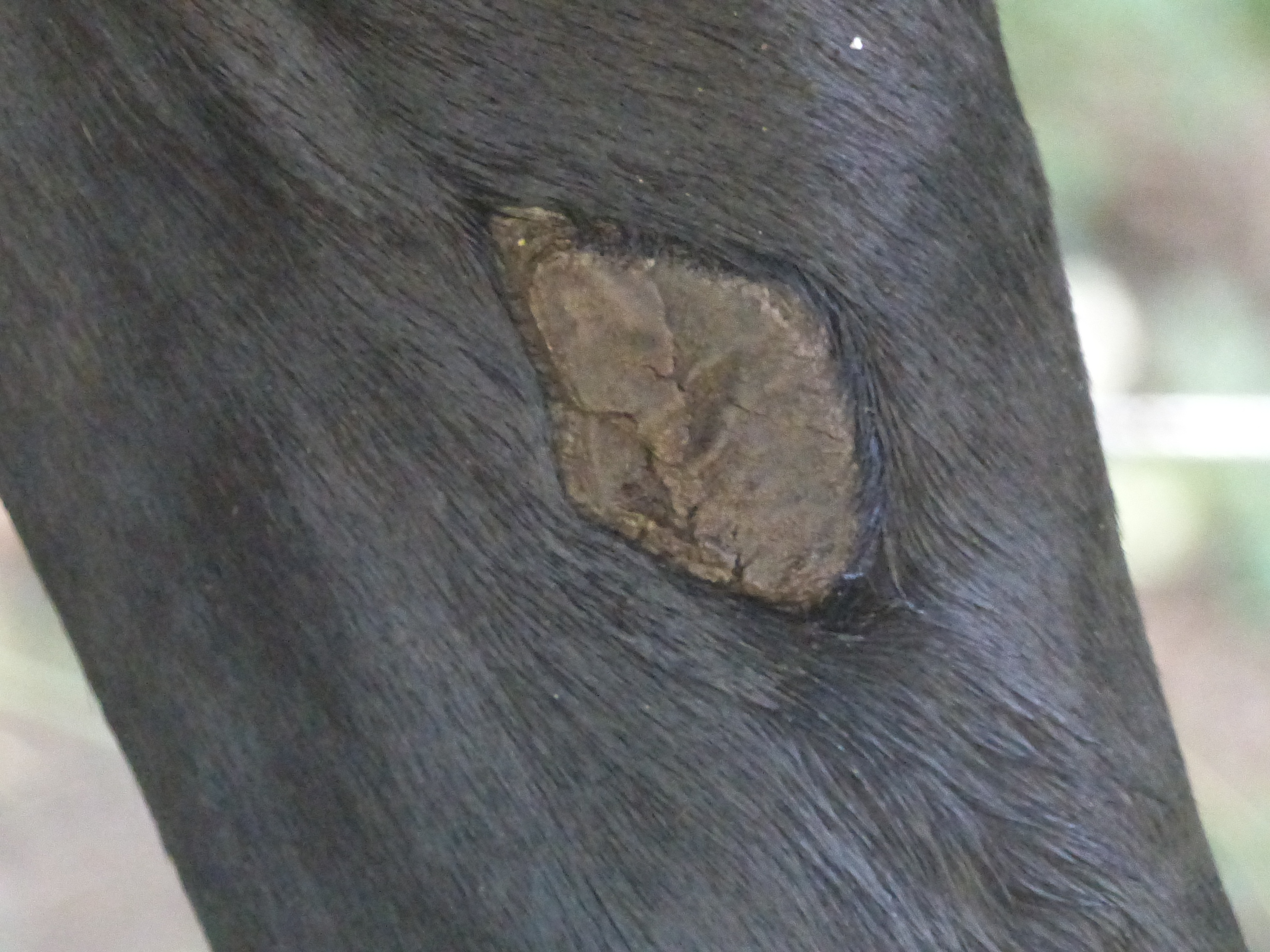
Châtaigne d'un cheval de Mérens.

Les membres sont forts avec une musculature solide, des articulations basses, solides et bien marquées,,, proportionnés au corps. Les membres tendent à être assez courts,,,, certains chevaux ayant des jambes moins robustes qu'on pourrait l'espérer. La hanche est recherchée « harmonieusement fondue dans le haut du flanc et la cuisse ».
Les jarrets clos (ou jarrets de vache), particularité récurrente chez les chevaux de montagne, sont possibles,,,,,.
Les fanons sont relativement abondants, mais courts. Des fanons très abondants sont dépréciés et trahissent des chevaux d'origine mulassière.
Les pieds sont de bonne taille, larges, et un peu plats, mais très solides, avec une corne noire et exceptionnellement résistante, ce qui fait que ces chevaux peuvent travailler sans fers,. Des pieds trop larges sont sanctionnés.

#### Crins
Les crins sont toujours longs et fournis, souvent drus et rêches au toucher, légèrement crêpelés,, et parfois ondulés,. La crinière simple est la plus appréciée, mais elle peut également être double,. Elle est épaisse. Le toupet est abondant et touffu, de même que la crinière, caractéristiques typiques des chevaux rustiques. La queue est longue et fournie, épaisse, permettant une protection contre le froid.

### Robe
La robe est l'une des caractéristiques les plus reconnaissables du cheval de Mérens. Composée de poils fins, serrés et brillants, elle est toujours noir zain puisqu'il s'agit de la seule couleur admise par le standard de la race,,,. D'après Courthiade, la robe noire a été privilégiée à cause d'une préférence pour les tissus.
Des reflets rubicans, c'est-à-dire de petites taches plus claires sur les flancs, sont possibles et appréciés,,. En fonction des saisons, la robe peut avoir une apparence légèrement rousse, particulièrement en hiver,,. Les poulains naissent habituellement de couleur noire, grise argentée ou café au lait, et perdent leur bourre après le sevrage.

Particularités de la robe du cheval de Mérens
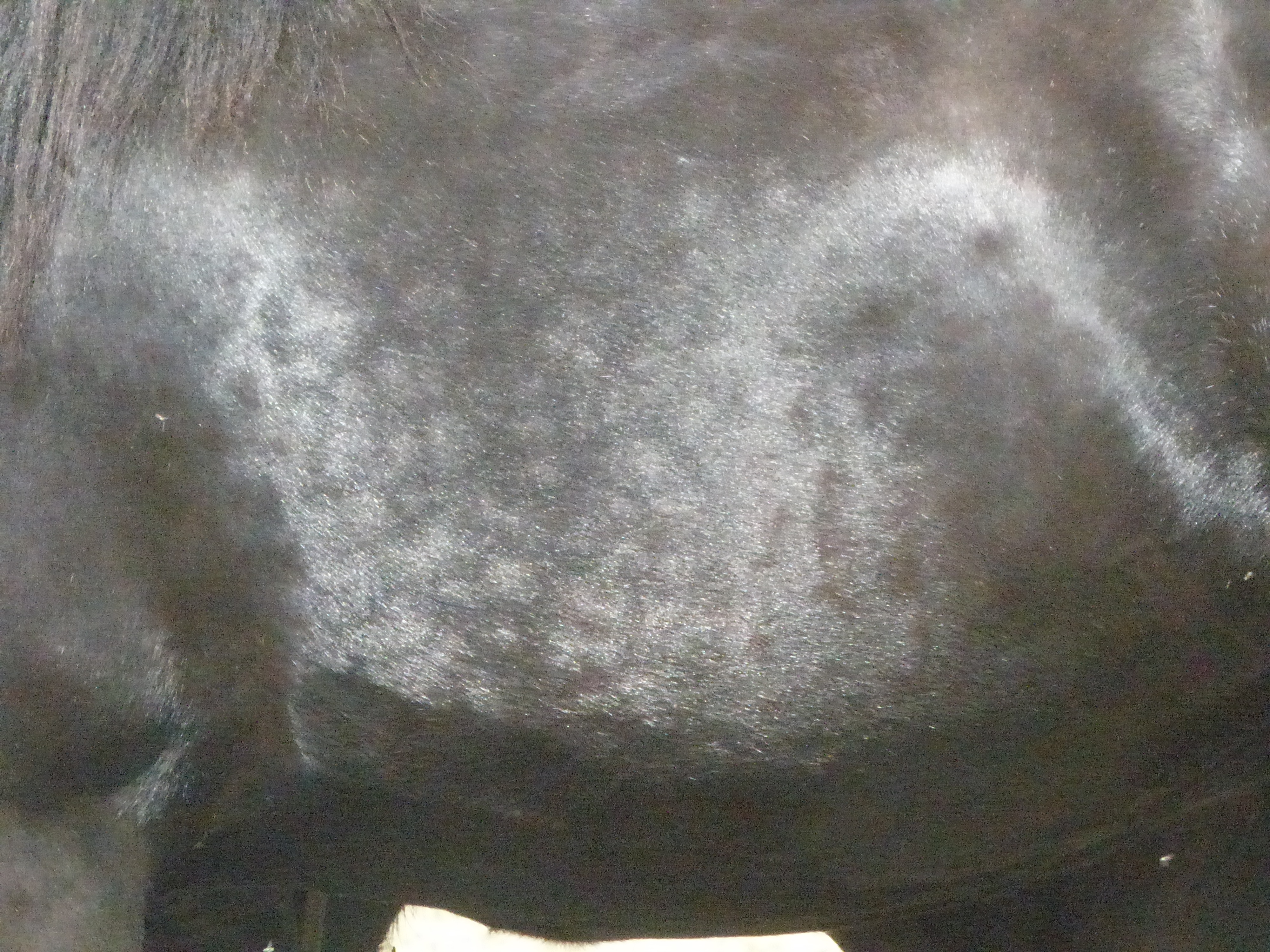
Rubican sur le flanc
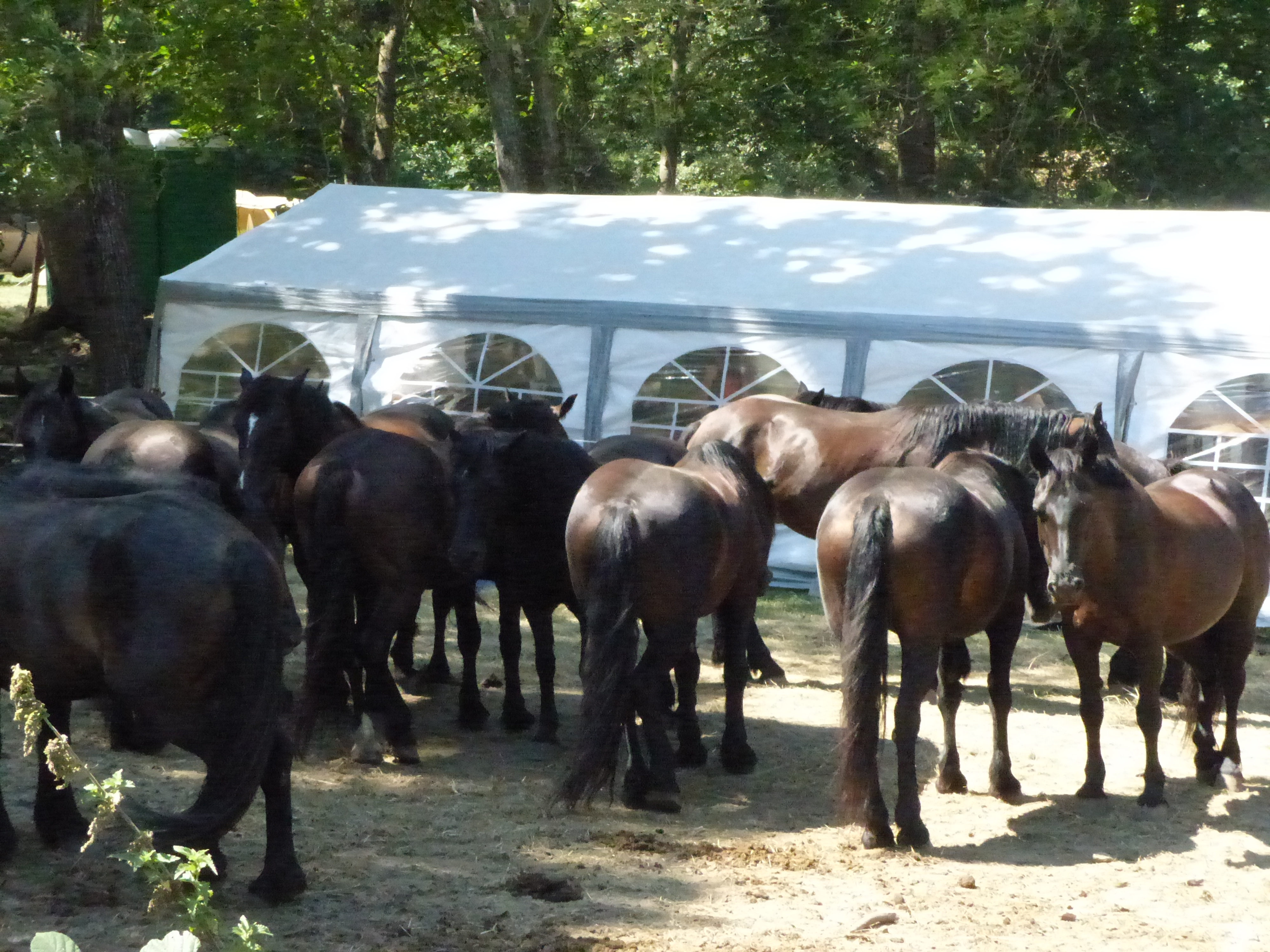
Plusieurs chevaux de Mérens dont la robe noire est décolorée en roux.
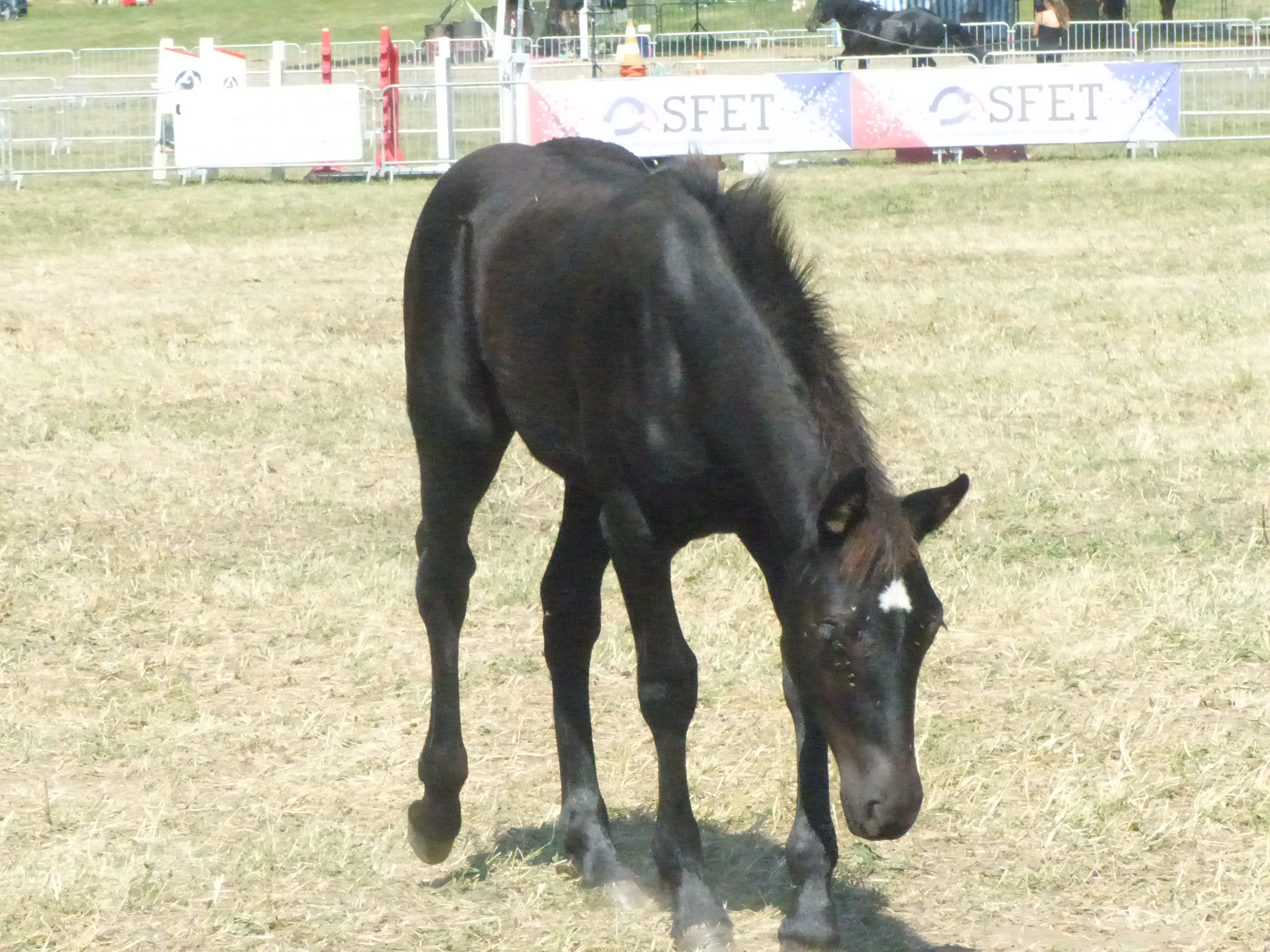
Poulain de Mérens avec une marque blanche en tête.

Les éleveurs ont aussi toujours eu une aversion pour les marques blanches sur la robe. Ces marques blanches sont exceptionnelles. Une étoile en-tête est éventuellement admise par le standard, mais jamais de balzane, même à l'état de trace.
Génétiquement, la majorité des Mérens sont noirs homozygotes. Cette couleur est caractéristique de la branche celte des chevaux originaires de la péninsule ibérique. Cependant, un peu moins de 10 % des chevaux sont hétérozygotes, et donc porteurs d'un allèle récessif de l'alezan, peut-être hérité d'ancêtres bretons, arabes, normands ou anglo-arabes. Cela peut provoquer la naissance d'un poulain alezan en cas de reproduction entre deux porteurs hétérozygote phénotypiquement noirs,. D'après Courthiade, 1 % environ de poulains naissent alezans, et sont donc refusés à l'inscription au stud-book Mérens.

### Tempérament et entretien
Le Mérens est, comme tous les chevaux de montagne, un animal rustique,,. D'un tempérament réputé calme et docile, dur à la tâche, il peut se déplacer sur des pentes sévères, et résiste bien au froid. Il est doté d'un excellent caractère et de facilités d'apprentissage selon ses amateurs. Le compte-rendu d'une vaste étude sur l'héritabilité de son tempérament a été publié dans la revue Equ'idée en 2010.
Cet animal ne demande que peu de soins et se contente d'une nourriture pauvre, même au travail. Il supporte en revanche mal la chaleur,. Les poulains Mérens naissent le plus souvent dans la neige, sans intervention humaine. Le Mérens s'élève facilement et apprécie la vie au plein air, de préférence en montagne. Il possède aussi une étonnante résistance aux propriétés anticoagulantes de la fougère verte, dont la consommation provoque habituellement des sueurs sanguinolentes et des jets d'urines ensanglantés chez les autres chevaux.
Le Mérens peut être touché par la myopathie à stockage de polysaccharides de type 1,.

### Sélection

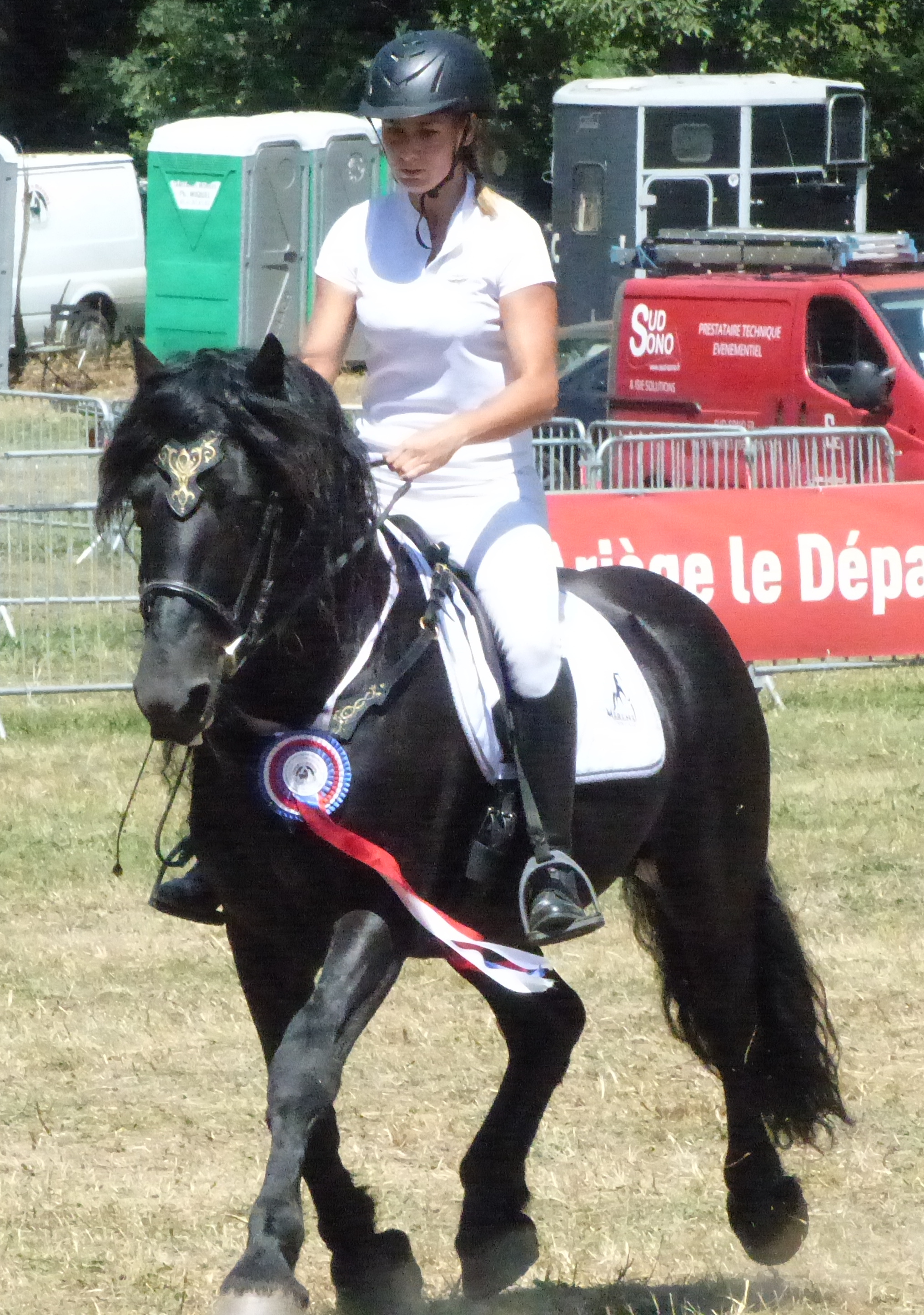
Atchoum du Marlet, champion de la race de Mérens lors du championnat national de 2019 et de 2022, monté par Colleen Gouin.

Le 18 octobre 1945, Lucien Lafont de Sentenac impose l'élevage du Mérens en race pure (dans l'indigénat), ce qui provoque le recours à la consanguinité. Tous les Mérens modernes descendent de l'étalon fondateur Vigoureux, né en 1943 à L'Hospitalet-près-l'Andorre. Il donne six fils, et ses descendants comptent quatre étalons tête de lignée à trois ou quatre générations d'écart. Ces quatre étalons têtes de lignées sont : Quart, Contestataire, Uranium et Vengeur, réhabilité vers 1985 grâce à ses origines prestigieuses qui en font désormais l'un des fleurons de la race. Plus récemment, des étalons comme Nogaréde de l'Oum, Simboule la Fajole, Ségule du Coyt et Objecteur d'Uscla ont obtenu de grands résultats de reproducteurs.
Des concours d'élevage pour juments poulinières sont organisés dans tout le berceau de race, et en dehors. Il en existe par exemple à La Chapelle-Neuve en Bretagne, qui s'est tenu en juillet 2024.
La sélection des étalons Mérens repose sur des concours-épreuves très sélectifs, avec obligation de présentation montée à l'âge de trois ans ; les reproducteurs sont ensuite régulièrement pointés,. Les candidats étalons sont généralement repérés à un ou deux ans sur le concours national de Bouan, et préparés aux épreuves pendant au moins six semaines. Ces concours de trois ans, parfois très rudes pour des poulains, ont été rendus obligatoires par M. Nantet. Le règlement de 1988 impose de se présenter à toutes les épreuves, et amène une épreuve d'extérieur sur des obstacles naturels à allure vive, de type cross. Les candidats étalons sont aussi testés en longe afin d'examiner leur comportement. L'épreuve attelée obligatoire a été supprimée en 2016. Les allures sont recherchées étendues, avec un fort engagement des membres postérieurs.
Le premier concours d’utilisation des Mérens est créé en 1981, et s'inspire de celui de la race comtoise. Les chevaux doivent savoir monter et descendre d'un van, donner leurs pieds, réaliser des figures de dressage simples et sauter quelques obstacles.
Tous les chevaux de concours sont présentés toilettés.

#### SHERPA

Logo du SHERPA.

En France, la race est gérée par le SHERPA (situé à La Bastide-de-Sérou, puis à Foix), qui comptait en 2002 environ 400 adhérents. Le SHERPA fédère huit antennes régionales en 2024. Son rôle est de décider l'orientation globale de la sélection de la race, mais aussi de promouvoir le Mérens sur des foires et des salons nationaux ou internationaux. Il édite un catalogue de la liste des éleveurs à contacter et deux bulletins d'informations techniques par an. Il organise également chaque année les rassemblements nationaux de la race.

#### Type montagnard et type sportif

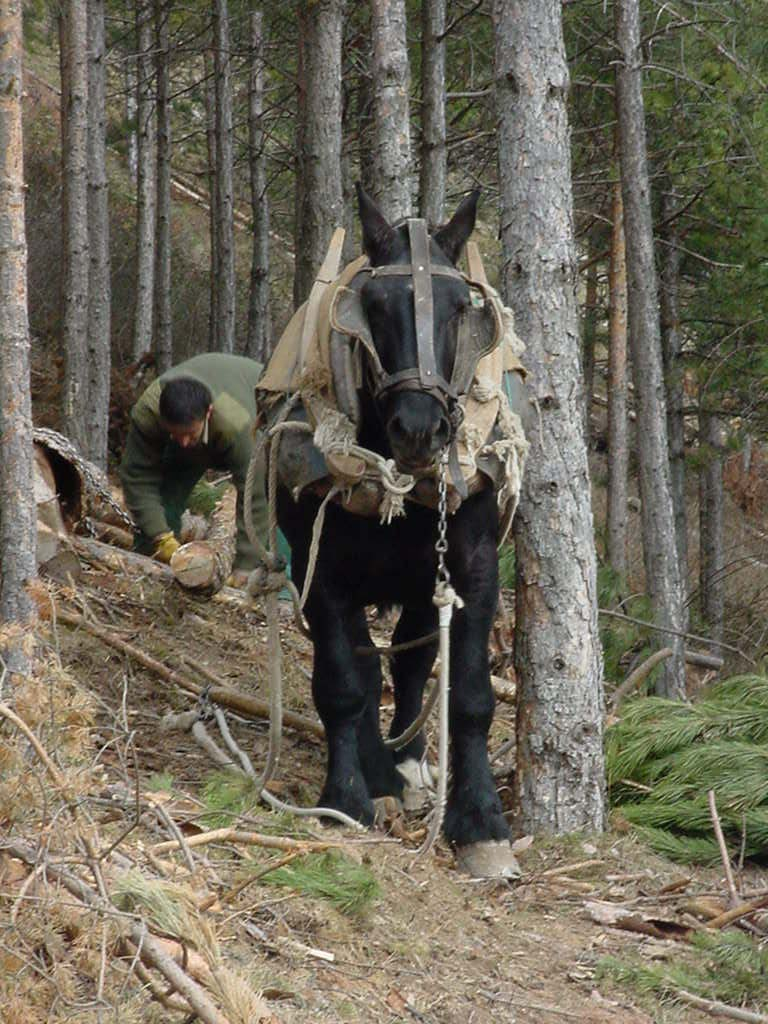
Cheval lourd de débardage en Pyrénées catalanes, qui influence le modèle des chevaux de Mérens proches de la frontière espagnole.

L'élevage français se partage entre deux courants, le type sportif et le type traditionnel,,.
Les éleveurs traditionnels cherchent à préserver le type originel du Mérens, celui du trait léger élevé en montagne toute l'année et possédant des qualités de rusticité, tandis qu'un autre courant, issu de la reconversion du Mérens en cheval de loisir dans les années 1980, transforme le modèle des animaux pour les rendre beaucoup plus sportifs, aptes à satisfaire un cavalier pour la pratique de la plupart des sports équestres,. Les chevaux de Mérens modernes s'éloignent donc du type traditionnel en devenant plus « sportifs », mais aussi en raison de croisements possibles avec le Trotteur français. Ce type de croisement avait introduit des tempéraments moins faciles chez la race. La reconversion des Mérens en animaux sportifs a été nécessaire pour assurer sa survie à l'époque de son déclin ; elle est devenue source de tensions entre éleveurs et utilisateurs de ce cheval,.
En haute montagne, des Mérens de modèle lourd perdurent aux alentours du col de Puymorens, lieu de contact entre la race Mérens et les chevaux lourds de Catalogne et de Cerdagne.

#### Journées nationales du cheval de Mérens

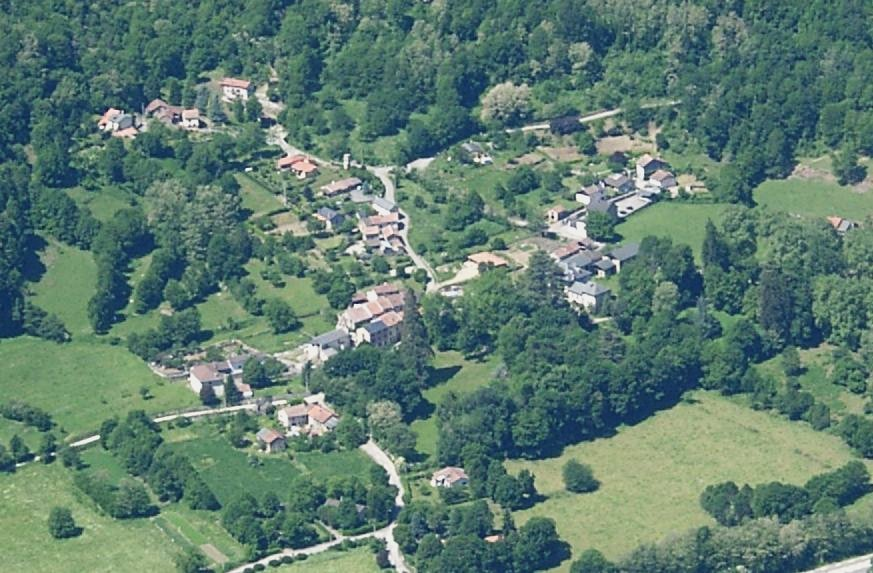
Vue aérienne de Bouan, où est organisé chaque année le rassemblement national de la race.

Les journées nationales du cheval de Mérens sont un rassemblement annuel où se côtoient élevages, spectacles et concours de chevaux de Mérens,. Chaque année, elles rassemblent « des centaines de passionnés et des dizaines d'éleveurs de la France entière », mais aussi des éleveurs venus d'autres pays européens. Un prix junior et un pris senior sont décernés pour les mâles et les femelles.
Le festival se déroule chaque année durant la dernière semaine du mois d'août à Bouan, en Ariège,,. La 90e édition s'est tenue sur trois jours en 2023, et a également mis le cheval Camargue à l'honneur. La 91e édition s'est tenue en 2024 sur cinq jours, tout comme la 89e édition de 2022 (qui avait mobilisé une quarantaine de bénévoles), et l'édition de 2017. L'édition de 2020, sur quatre jours, a été maintenue malgré la pandémie de Covid-19 en France.

## Utilisations

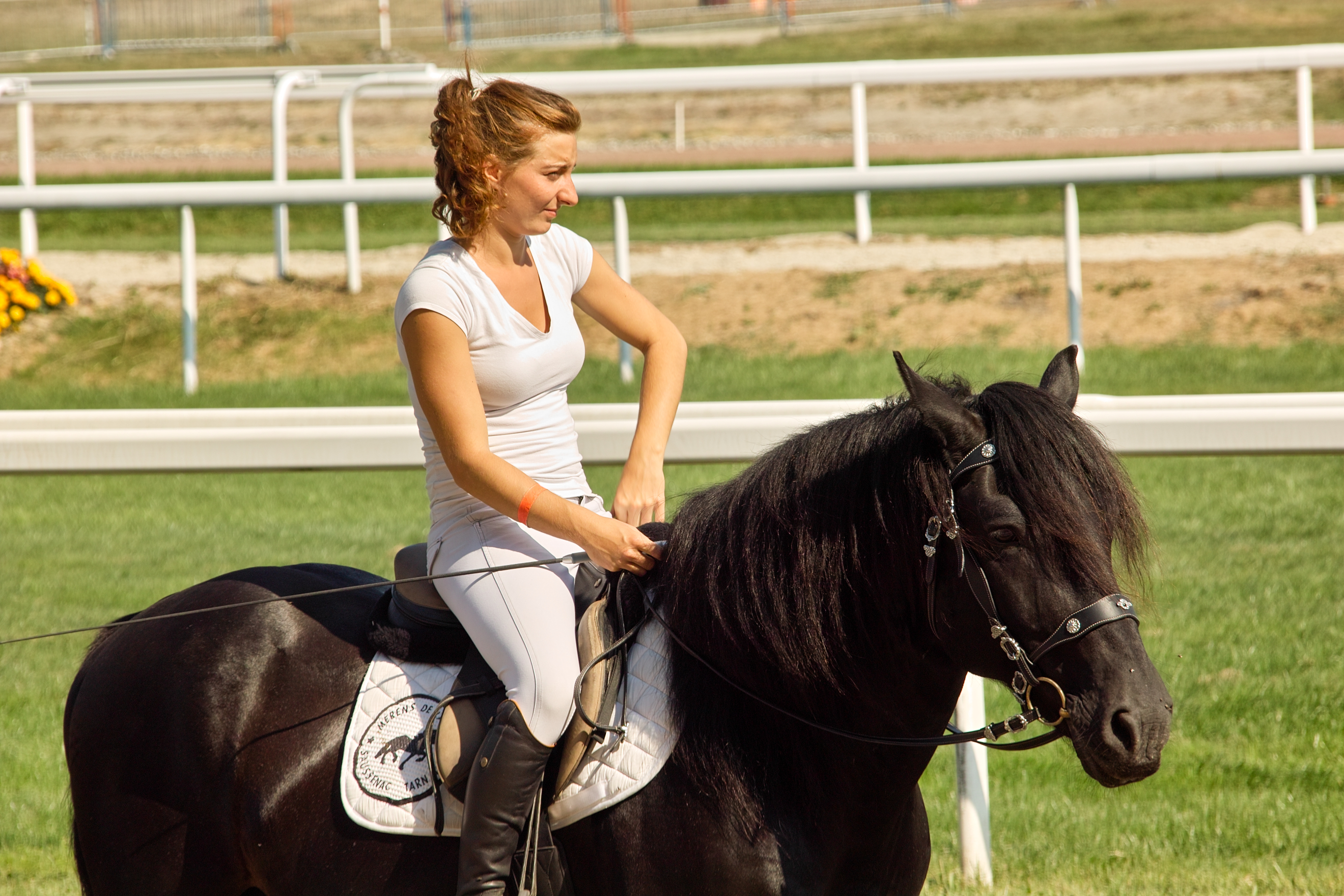
Cavalière et cheval de Mérens en démonstration à l'hippodrome de la Cépière de Toulouse, en 2013.

### Usages historiques du Mérens
Le Mérens est longtemps utilisé comme un cheval de trait apte au travail de livraison et de messagerie, et comme animal de travail des paysans locaux (les montagnols, ou agriculteurs de montagne). Il est apprécié des horticulteurs, vignerons du Languedoc, maraîchers et débardeurs, restant aussi un animal de remonte pour les armées françaises qui apprécient sa sobriété et son endurance. Il travaille dans les mines, est bâté ou attelé dans la région ariégeoise,. Il tire notamment les diligences qui transportent les curistes vers les sources thermales d'Ax-les-Thermes.
Il est également réputé comme auxiliaire des contrebandiers, qui lui font porter des marchandises entre la France et l'Espagne par les montagnes,, et qui apprécient sa robe noire, facteur de discrétion,. Il transporte principalement du bois et des minerais.

### Équitation de loisir

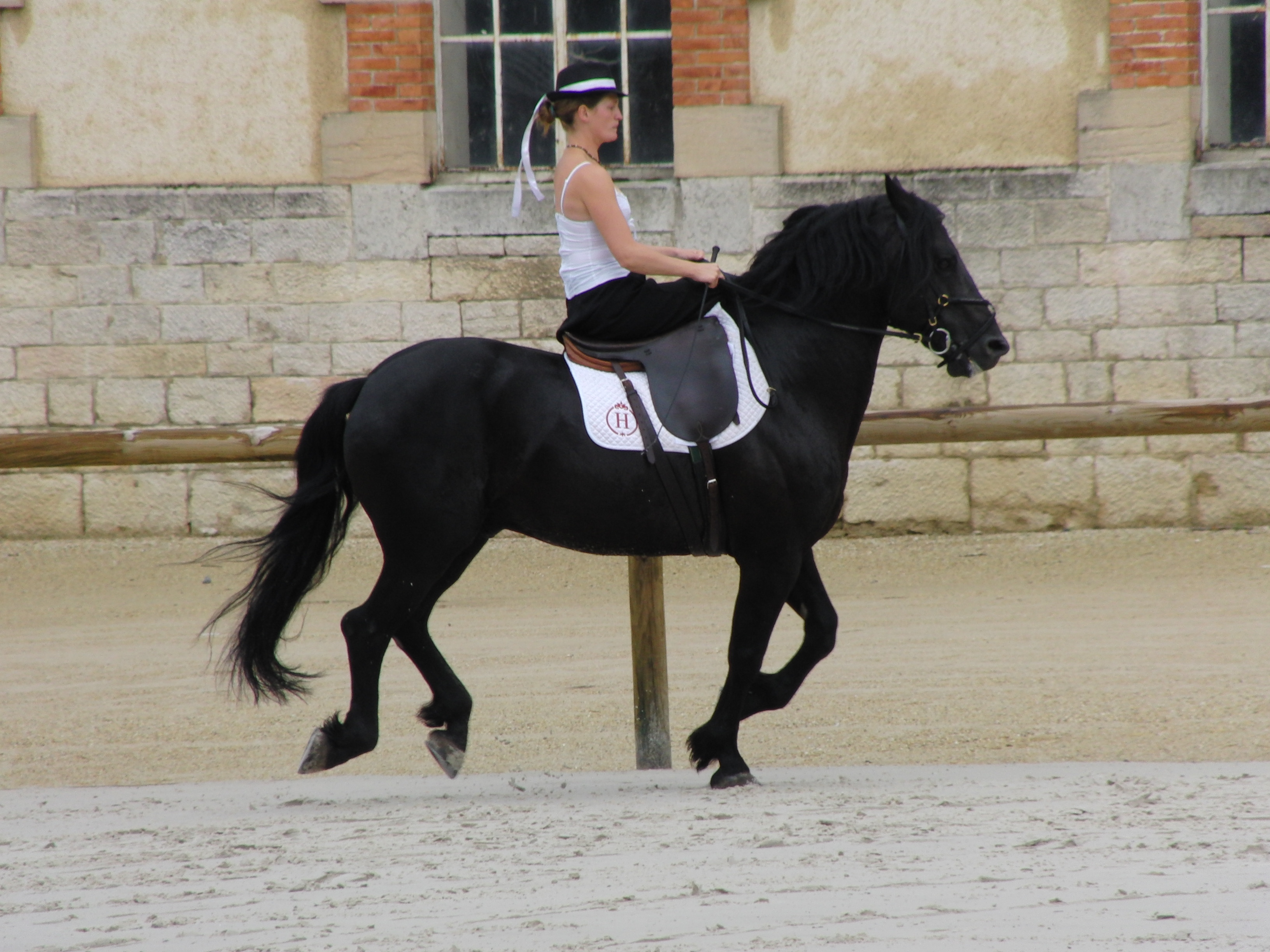
Présentation d'un Mérens monté en amazone au haras de Cluny en 2011.

Désormais considéré comme un cheval de loisirs « performant », le Mérens est bien implanté dans ce rôle. Les professionnels du tourisme équestre de Midi-Pyrénées sont nombreux à avoir une cavalerie exclusivement composée de Mérens. C'est notamment le cas du centre équestre de Stéphanie Faber à Mérens-les-Val, et de celui d'Africa Rodriguez à Aulus-les-Bains.

#### Qualifications loisir
Le SHERPA a valorisé cette race en France grâce aux « qualifications loisir »,. D'après eux, pratiquement touts les sujets de la race y sont présentés, et 90 % les réussissent.
Le Mérens a remporté deux médailles d'or au Championnat de France des Élites loisir d'octobre 2009 à Equita'Lyon.

#### Randonnée équestre
Le Mérens est avant tout un excellent cheval de randonnée équestre (trekking),, en particulier sur les sentiers escarpés de montagne, grâce à sa franchise et sa sûreté de pied,,. Malgré sa petite taille, il est capable de porter facilement un homme adulte durant plusieurs heures d'affilée,.
En avril 1982, la famille de Florence Mea choisit quatre chevaux de Mérens d'Olivier Courthiade (Marigot des Moines, Motek de Castelmir, Kleber et Musette) pour effectuer le pèlerinage vers Saint-Jacques-de-Compostelle depuis Bourges l'été suivant. Le cavalier-voyageur Stéphane Bigot a réalisé une traversée des Pyrénées entre l'Atlantique et la Méditerranée avec un Mérens sur le sentier de grande randonnée 10, en 1997. Ainsi, le Mérens est représenté en randonnée équestre « extrême ».

#### TREC
Les techniques de randonnée équestre de compétition (TREC) sont une discipline équestre nouvelle en France, où le Mérens s'est placé très rapidement. Il fait une bonne monture de TREC, ou de TREC attelé, où il est de plus en plus représenté durant les années 2010. Il est régulièrement classé aux championnats de France de TREC. L'étalon Nogarède de l'Oum a brillé dans cette discipline. En 1998, un sujet de cette race termine second aux championnats d'Europe de la discipline.

### Attelage
C'est surtout en attelage (sportif, de loisir, ou de tradition) que le Mérens s'est illustré, en remportant plusieurs prix,,. La race a ainsi remporté dix titres de championne de France dans cette discipline, malgré un très faible nombre de chevaux entraînés et sortis en compétition.

Attelages de Mérens
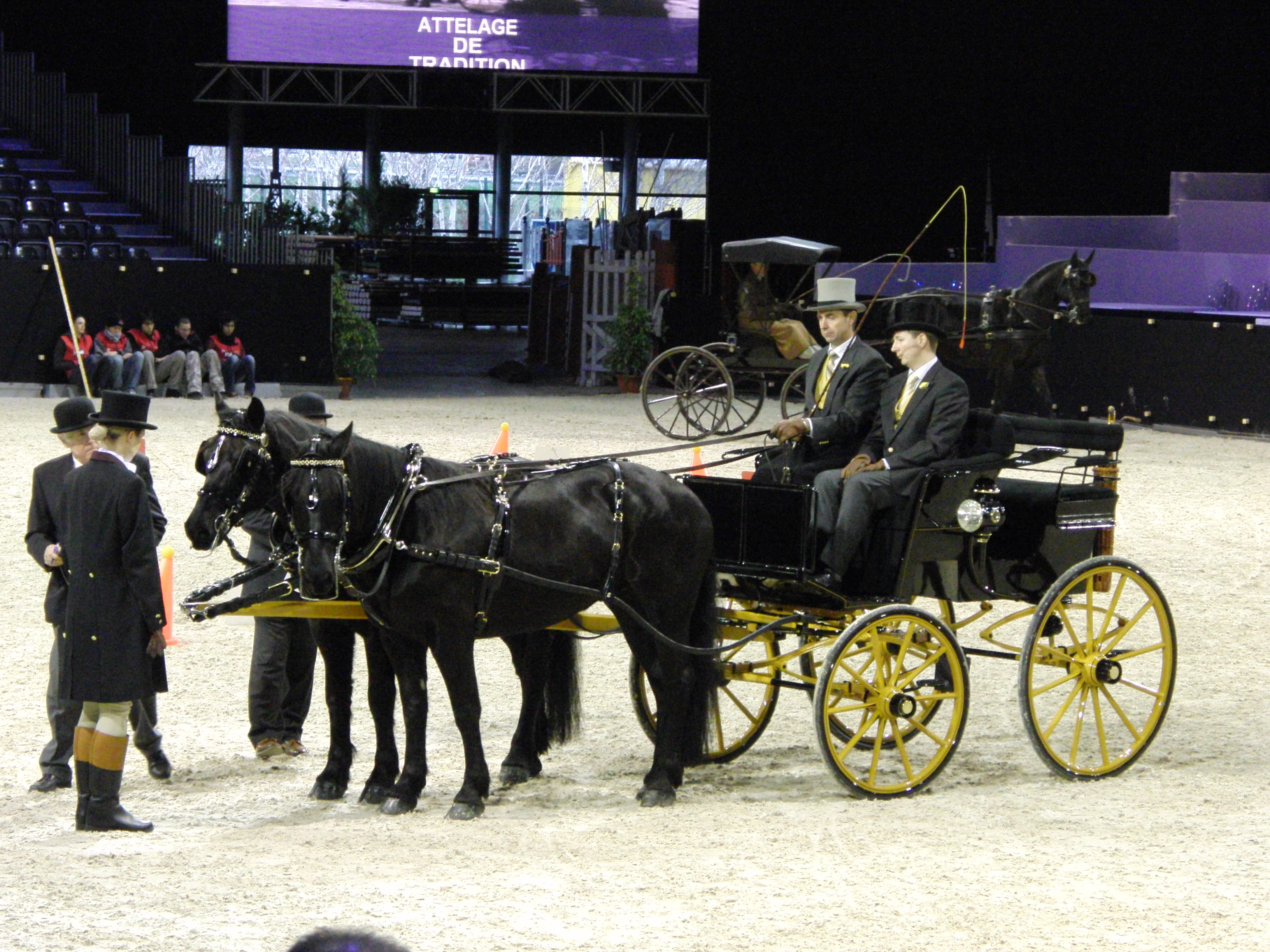
Attelage de tradition avec deux Mérens, présentés au salon du cheval de Paris en 2009.
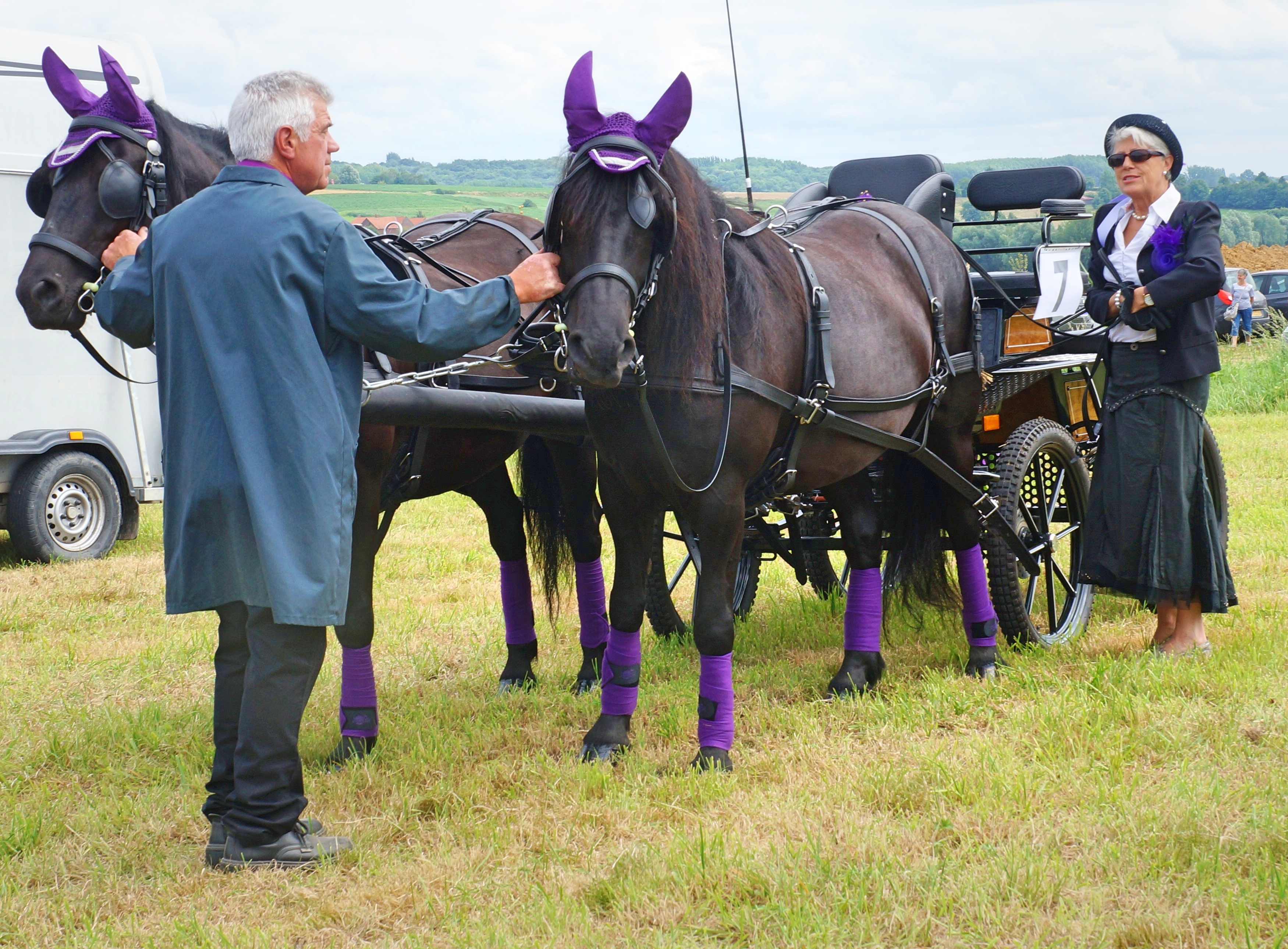
Arrangements d'un attelage en paire de Mérens à Berthen

Le meneur Didier Dupuis a terminé plusieurs fois finaliste du championnat de France d'attelage à deux avec ses Mérens, en 1993 entre autres,. C. Neveu a remporté le championnat de France d'attelage à un cheval de Fontainebleau en 1986, avec Laricio des Moines.

### Enseignements et sports équestres
Le Mérens est adopté par certains centres équestres français, notamment en Bretagne, Normandie, et bien sûr en Ariège.
Ce cheval peut s'essayer à l'endurance, au saut d'obstacles, au dressage et au complet à petit niveau grâce à ses qualités de cheval de selle. S'il peut sauter quelques barres, il ne s'agit néanmoins pas de son critère de sélection, d'autres races de même taille étant beaucoup plus spécialisées à l'obstacle.
Merlin du Trottis et sa cavalière ariégeoise Mylène Navarro ont été sacrés champions de France amateur 3 senior en dressage en 2008, dans un contexte où la présence d'un Mérens en compétition de dressage est « plus qu'atypique ». En effet, très peu de Mérens sont formés pour le dressage.

### Voltige et spectacle
Le Mérens est aussi apprécié en voltige,. Apache de Noreyas est sacré champion de France de voltige en 1999 ; il a été entraîné par Emmnuelle Pipo du Centre national du Mérens, qui l'a mené jusqu'au niveau de ces championnats à Lamotte-Beuvron.
Le spectacle estival du château de Foix « Il était une fois l'Ariège » met ce cheval local à l'honneur. La compagnie Alegria utilise six chevaux de cette race en spectacle équestre grâce à leur couleur noire harmonieuse ; le Mérens est cependant moins doué que les chevaux ibériques dans ce rôle, en raison de l'absence d'allures relevées. Cette compagnie a décroché le Trophée Equestria à Tarbes en 2007.

### Équithérapie
Des centres d'équithérapie ont adopté des Mérens,. C'est notamment le cas du centre équestre de l'APAJH à Salies-du-Salat, où des jeunes en situations de handicap considérées comme sévères ont déroulé un carrousel à dos de Mérens. Un centre de même type est ouvert à Enveitg.

### Travail
Ce cheval peut toujours trouver quelques utilisations dans divers travaux d'agriculture de montagne, tout comme dans le débardage, où son agilité lui permet d'accéder aux zones que les machines ne peuvent atteindre,. Un jeune Mérens a été testé avec succès en 2002 au débardage de régions boisées de l'Ariège. Le Mérens a l'avantage de ne pas avoir subi d'alourdissement boucher, ce qui le rend plus proche du cheval de traction d'antan.
Une brigade équestre de la gendarmerie et la police montée l'emploient aussi pour la surveillance à cheval, au moins depuis 2002,,.

### Lait de jument
Il existe enfin des élevages de juments Mérens pour leur lait, qui permet ensuite la fabrication de produits dérivés comme des shampooings, du savon et des gélules,. La race est connue pour être une bonne laitière,,. Cependant, il n'existe pas (en 2022) d'expérimentations suivies dans ce secteur, où la race du Haflinger est déjà très bien implantée.

### Croisements et industrie mulassièfre
Le Mérens est aussi utilisé pour faire naître des mulets. La mule des Pyrénées provient du croisement d'un baudet catalan et d'une jument bretonne, Mérens ou autre. Avant la Première Guerre mondiale, le département de l'Ariège compte jusqu'à mille naissances annuelles de ces mules.
Des étalons de Mérens ont aussi été introduits en Tunisie sous le protectorat français pour l'industrie mulassière entre 1948 et 1951, en croisement avec une jumenterie Barbe. En Corse, des étalons Mérens exporté par Santenac ont été croisés soit avec des ânesses pour donner des bardots, soit avec des Anglo-arabes.
Au Sénégal dans les années 1950, le Mérens sert à des essais d'élevage d'un cheval plus robuste que le M'Bayar. Au moins deux étalons de Mérens ont été envoyés au Sénégal, dont un en 1967.
En 1957 et 1958, des étalons Mérens entrent en croisement sur la Jaca Navarra.

## Diffusion de l'élevage

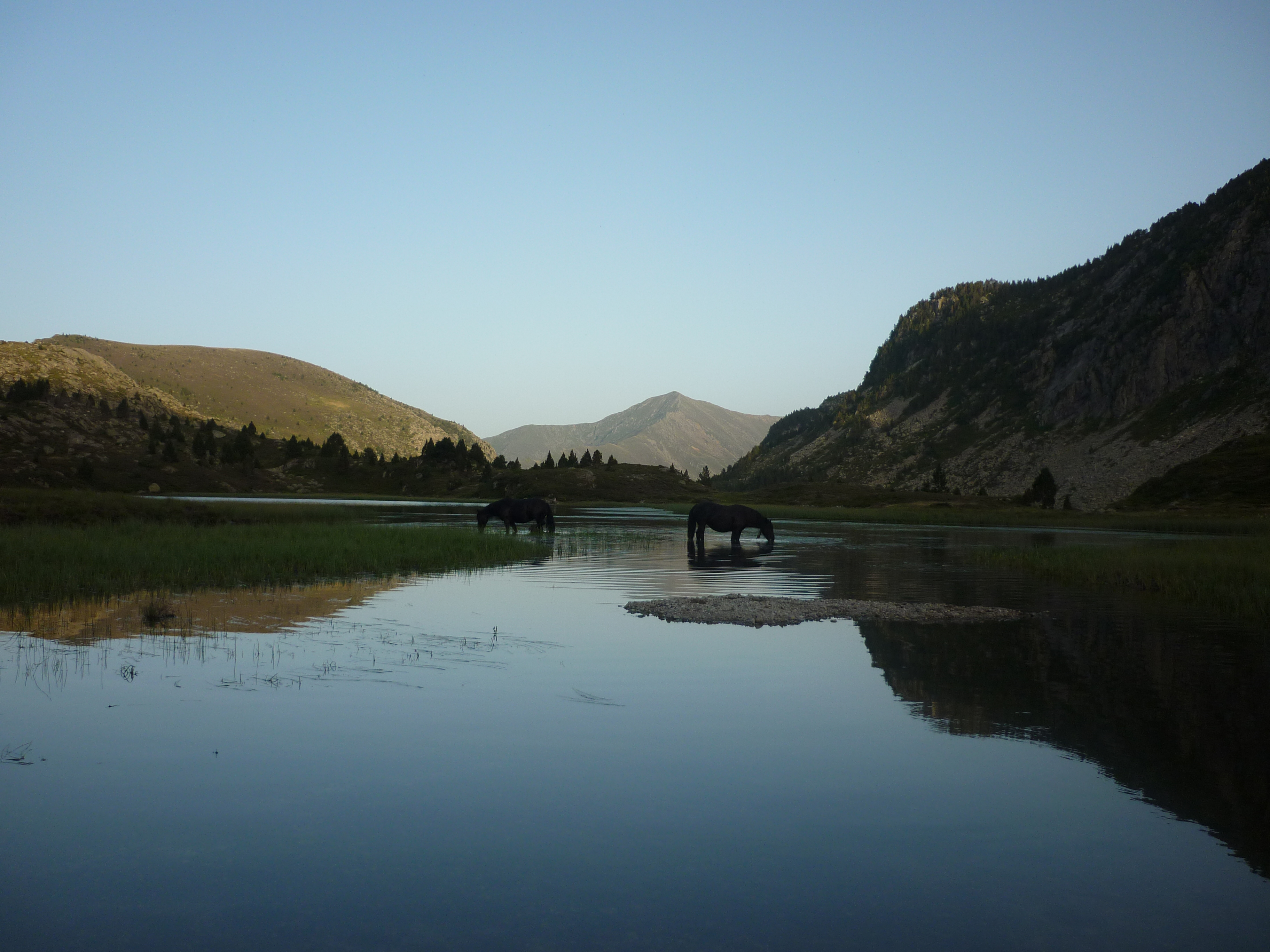
Chevaux de Mérens aux étangs de Bassiès.

Le Mérens est une race à diffusion européenne, qui n'est pas considérée comme menacée. Par ailleurs, l'ouvrage Equine Science (4e édition de 2012) le classe parmi les races de poneys peu connues au niveau international.

### En France
D'après Edwards, les chevaux les plus proches du type originel et de son mode de vie se trouvent dans des vallées situées entre les hautes montagnes pyrénéennes, près de l'Andorre. La majorité des éleveurs se trouve toujours en Ariège, berceau traditionnel de la race, mais ce petit cheval noir est répandu dans quasiment toutes les régions de France, et notamment les Alpes, les Cévennes, le Centre, le Massif central et l'Île-de-France,. Il est aussi très présent sur l'île de La Réunion, où il sert surtout de monture de randonnée équestre et pour les travaux de débardage,, La Réunion étant en 2005 le second département français d'élevage du Mérens.
Ce cheval est présenté régulièrement au salon du cheval de Paris et au salon international de l'agriculture,. Il est également présenté au concours régional agricole de Toulouse depuis 1972.

#### Effectifs français
En 2021, un total de 12 653 chevaux de Mérens est recensé en France, selon les données transmises à DAD-IS.
| Année                                               | 1983  | 1990  | 1993   | 2001   | 2018   |
| --------------------------------------------------- | ----- | ----- | ------ | ------ | ------ |
| Estimation du nombre de chevaux de Mérens en France | > 505 | > 677 | > 1189 | > 7010 | 12 514 |

Une étude génétique menée en 2008 en partenariat avec l'INRA considère le type originel de la race comme « en voie de disparition ». Elle suggère que le Mérens devrait être placé en conservation prioritaire afin de maintenir au maximum la diversité génétique des effectifs français. De même, en 2023, l'Institut national de recherche pour l'agriculture, l'alimentation et l'environnement (INRAE) considère le Mérens comme une race chevaline française menacée d'extinction. Cependant, la race n'est pas indiquée comme menacée d'extinction sur la base de données DAD-IS (données 2024).

#### Transhumances

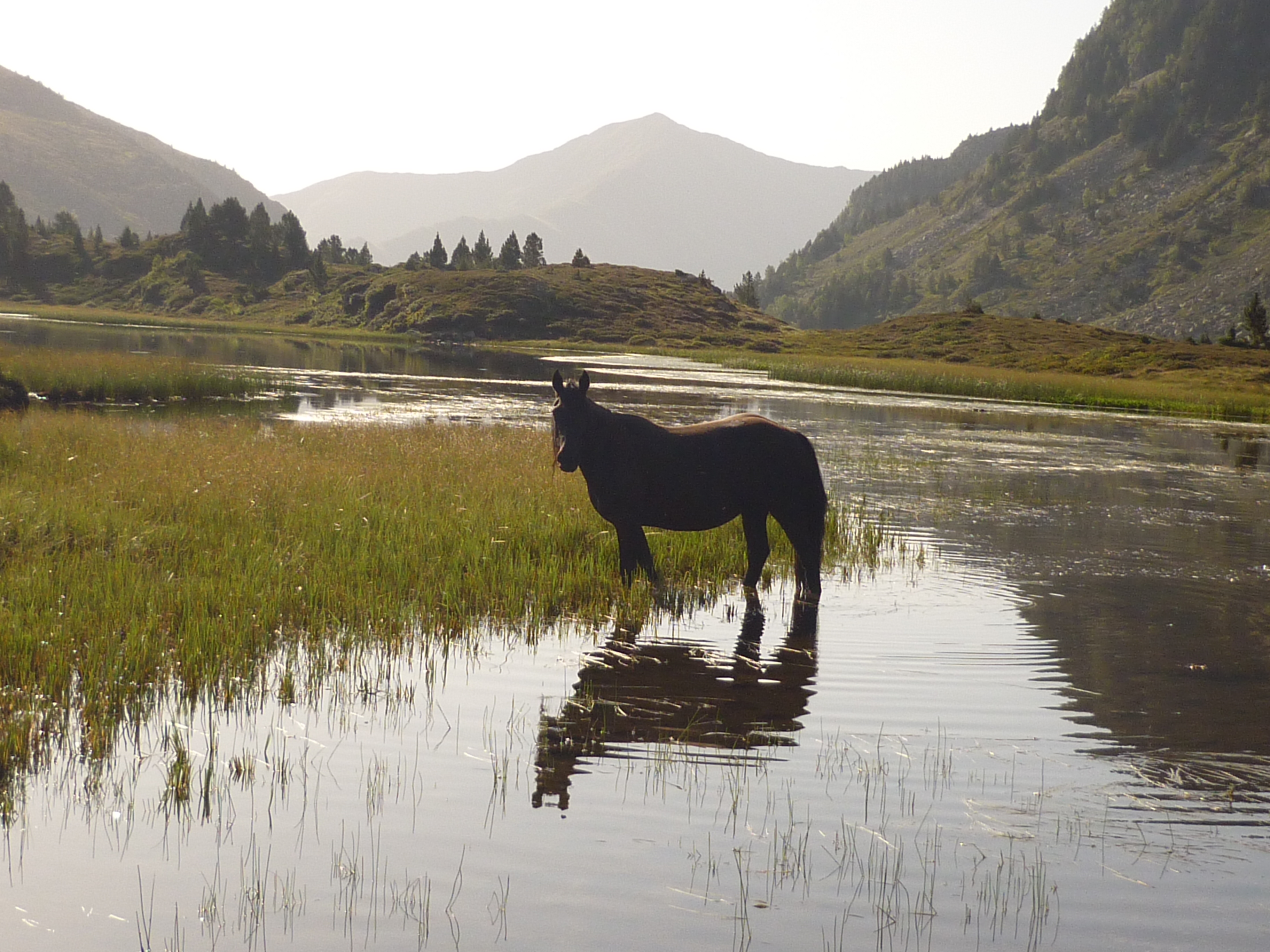
Cheval de Mérens en estive pendant l'été, aux étangs de Bassiès.

Le département de l'Ariège est réputé pour les transhumances qui s'y déroulent chaque année. Quand l'été arrive, quelques centaines de chevaux de Mérens sont « montés en estive », à environ 1 500 m d'altitude en pleine montagne. Ils redescendent au mois d'octobre, pour passer l'hiver dans les vallées,. Ces transhumances ont notamment été remises en place par l’association « Autrefois en Couserans », qui travaille depuis l'an 2000 avec les acteurs de l'élevage du cheval dans la région et promeut le bien-fondé d’un retour aux anciennes traditions. Cinq-cents chevaux environ transhument ainsi dans les Pyrénées chaque année (chiffres 2006). Les troupeaux sont généralement conduits par une jument expérimentée portant une clochette à l'encolure, comme cela se fait chez les bovins,,. Un étalon peut accompagner les poulinières suitées pour maintenir la cohésion du troupeau et éviter qu'il ne se mélange avec les troupeaux des autres versants. Le comportement des troupeaux de Mérens transhumants est alors intermédiaire entre cheval domestique et cheval sauvage.

### Aux Pays-Bas
L'association Nederlandse Vereniging voor Fokkers en Liefhebbers van de Mérens (NVFLM) est créée en 1983, alors qu'une vingtaine de chevaux de la race sont présents aux Pays-Bas, après avoir été importés depuis la France par l'école De Vor Strenburg, qui a fondé le premier haras de la race Mérens sur le sol néerlandais. Le stud-book du NVFLM est officiellement reconnu en 1989. Il est désormais tenu par Mérens Stamboek Nederland, qui est l'association reconnue comme filiale par la France.
Le recensement néerlandais transmis à la FAO faisait état de la présence de moins de 26 chevaux en 2001, pour 327 en 2006 et 404 en 2021, les Pays-Bas ayant longtemps eu le plus important cheptel de Mérens après la France. Cette même année, on compte 215 femelles Mérens aptes à se reproduire dans tous les Pays-Bas. Cependant, le cheptel est indiqué en décroissance depuis lors.

### En Italie

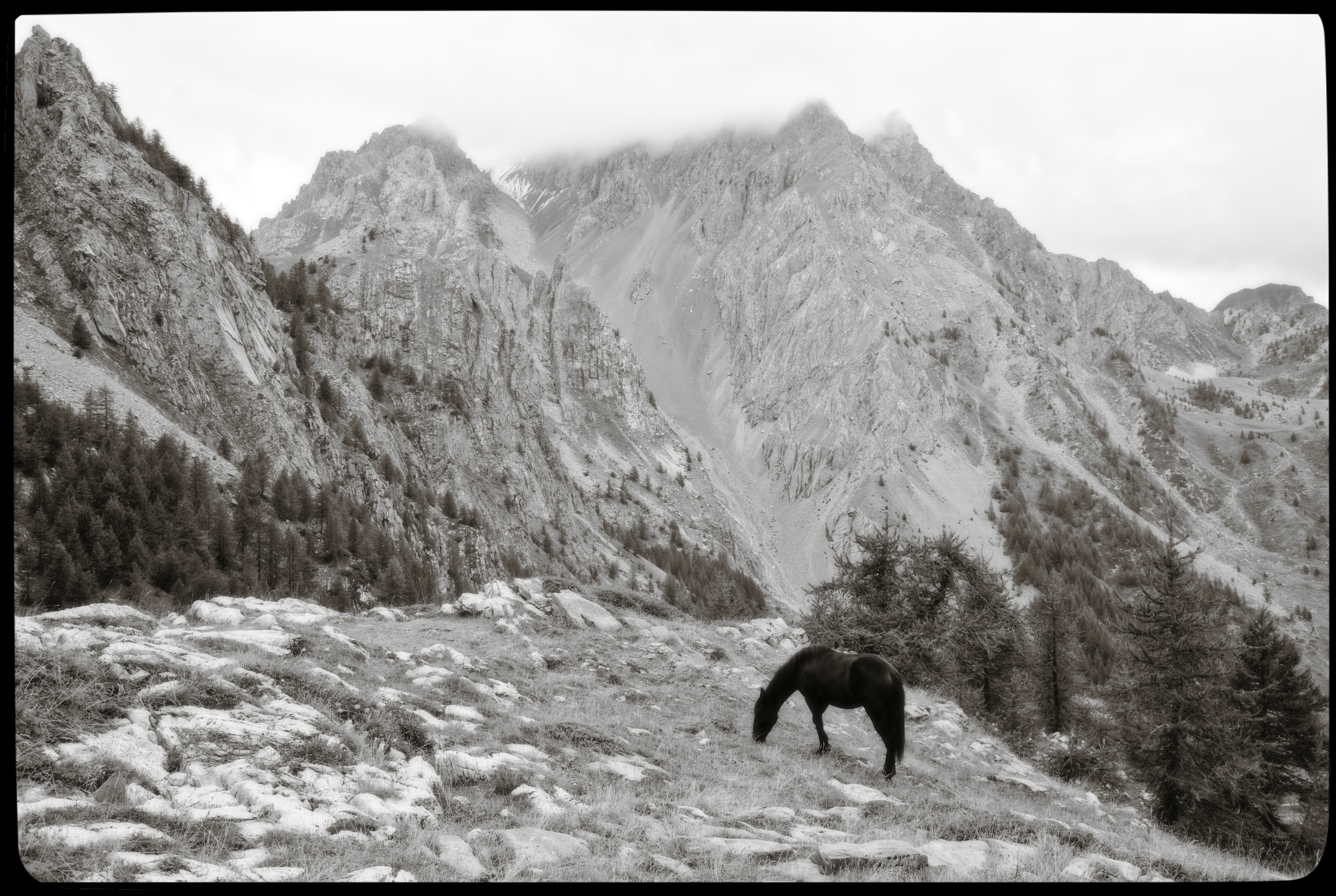
Cheval noir (la race n'est pas précisée) dans le Val Maira.

La race est importée depuis la France vers l'Italie, grâce à un jeune étudiant, Cecco Demateis, qui a travaillé côté français chez un agriculteur alpin du pays de Cervières, avant de lui acheter l'étalon Kobalt. L’Associazione Allevatori Cavalli di Mérens est créée en 1984 ; le Mérens est ensuite reconnu comme razze equine a limitata diffusione (race équine à diffusion limitée) en 2010. Le Mérens est élevé dans la vallée alpine de la Maira depuis les années 1980, et plus largement dans le Piémont, dont l'élevage est suffisamment réputé pour que des étalons soient acquis par le SHERPA en France,. Le registre italien de la race, reconnu par la France, est tenu par l’Associazione Provinciale Allevatori, située Via Torre à Coni (Cuneo). Elle compte une cinquantaine de membres, et organise chaque année une exposition nationale de chevaux à Dronero. La XXXIXe Mostra di razza, en 2023, a cependant été organisée à Roccabruna.
En 2010, le recensement transmis à la FAO fait état de 113 chevaux de race Mérens en Italie. En 2023, 481 chevaux sont répertoriés, dont 259 juments.

### En Belgique
L'association sans but lucratif (ASBL) du cheval de Mérens existe depuis le 3 juin 2005. Son stud-book est reconnu par le Ministère belge de l'Agriculture dès le 3 août 2006. Le stud-book français a signé une convention avec le belge, en le reconnaissant officiellement comme filiale : cette reconnaissance concerne le « Livre généalogique Belge du Mérens ».
Le nombre de Mérens en Belgique est cependant peu élevé : la FAO recense entre 14 et 21 chevaux en 2012, puis entre 28 et 42 en 2013. Un étalon belge nommé Océan de l'Abatch a remporté le titre suprême de la 77e édition du concours d'élevage de Bouan, en 2010.

### Autres pays
En Allemagne, la race a aussi été importée depuis la France, et possède un stud-book actif depuis 2017. Les chevaux sont cependant très peu nombreux, le recensement précis effectué entre 1997 et 2013 faisant état de la présence de 14 à 29 chevaux de Mérens dans ce pays. En 2022, seuls 44 animaux sont répertoriés, dont 34 juments. L'organisation en Länder complique la reconnaissance institutionnelle de ces animaux par la France.
On retrouve le Mérens en Suisse, pays qui a structuré son élevage et dont l'organisme « Registre Suisse du Cheval de Mérens » est officiellement reconnu en France. Ce cheval s'est exporté également en Tchéquie, en Inde et en Tunisie, mais les effectifs concernés ne sont pas connus.

## Culture populaire
Moins populaire que le cheval de Camargue et son célèbre représentant Crin-Blanc, le Mérens est surtout connu localement par des récits transmis entre ariégeois. Un livre pour enfants raconte les aventures d'une jeune fille nommée Justine et de la pouliche Tamina pendant la transhumance des chevaux. Le roman l′Ariégeoise raconte la vie quotidienne dans la région à l'époque où les armées réquisitionnent les chevaux Mérens pour la guerre. Il rejoint quelques romans paysans régionaux.